# Альтернативне автомобільне паливо

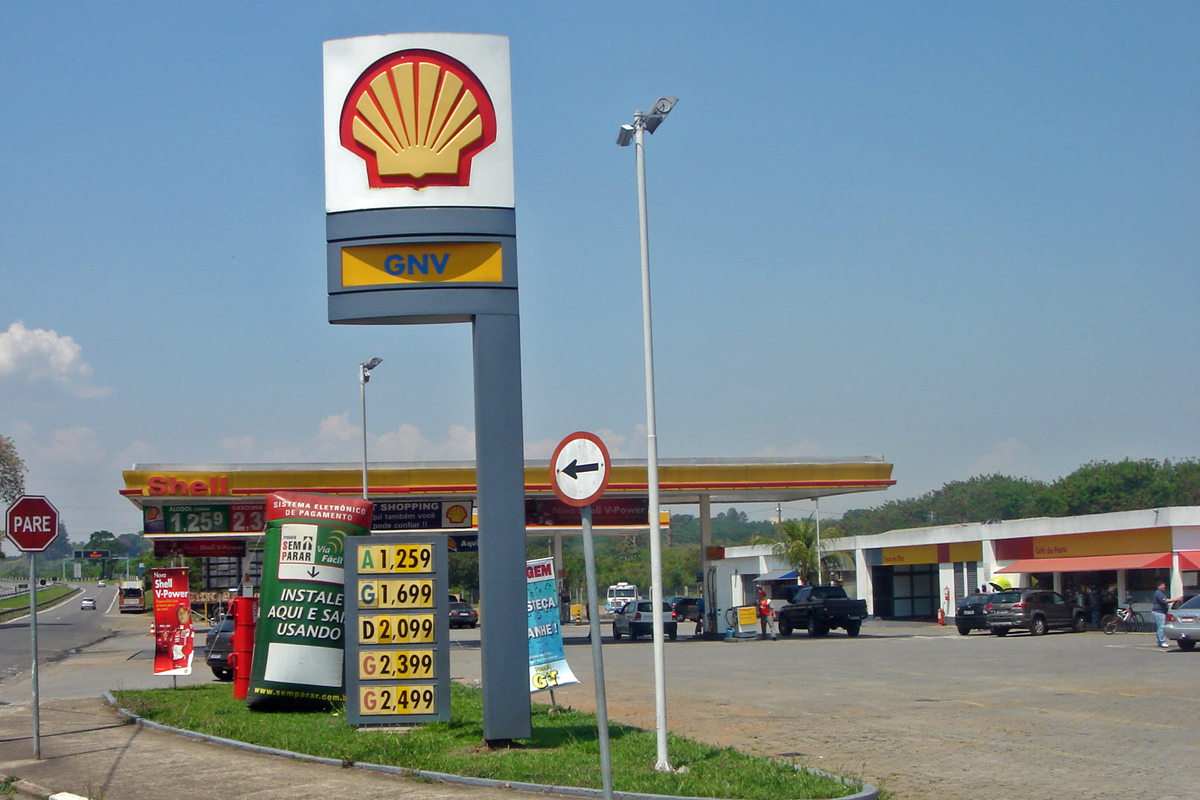
Бразильська АЗС з чотирма альтернативними видами палива на продаж: біодизель (B3), газохол (E25), біоетанол (E100) і стиснений природний газ. (Пірасікаба, Бразилія). Див.також: Royal Dutch Shell.

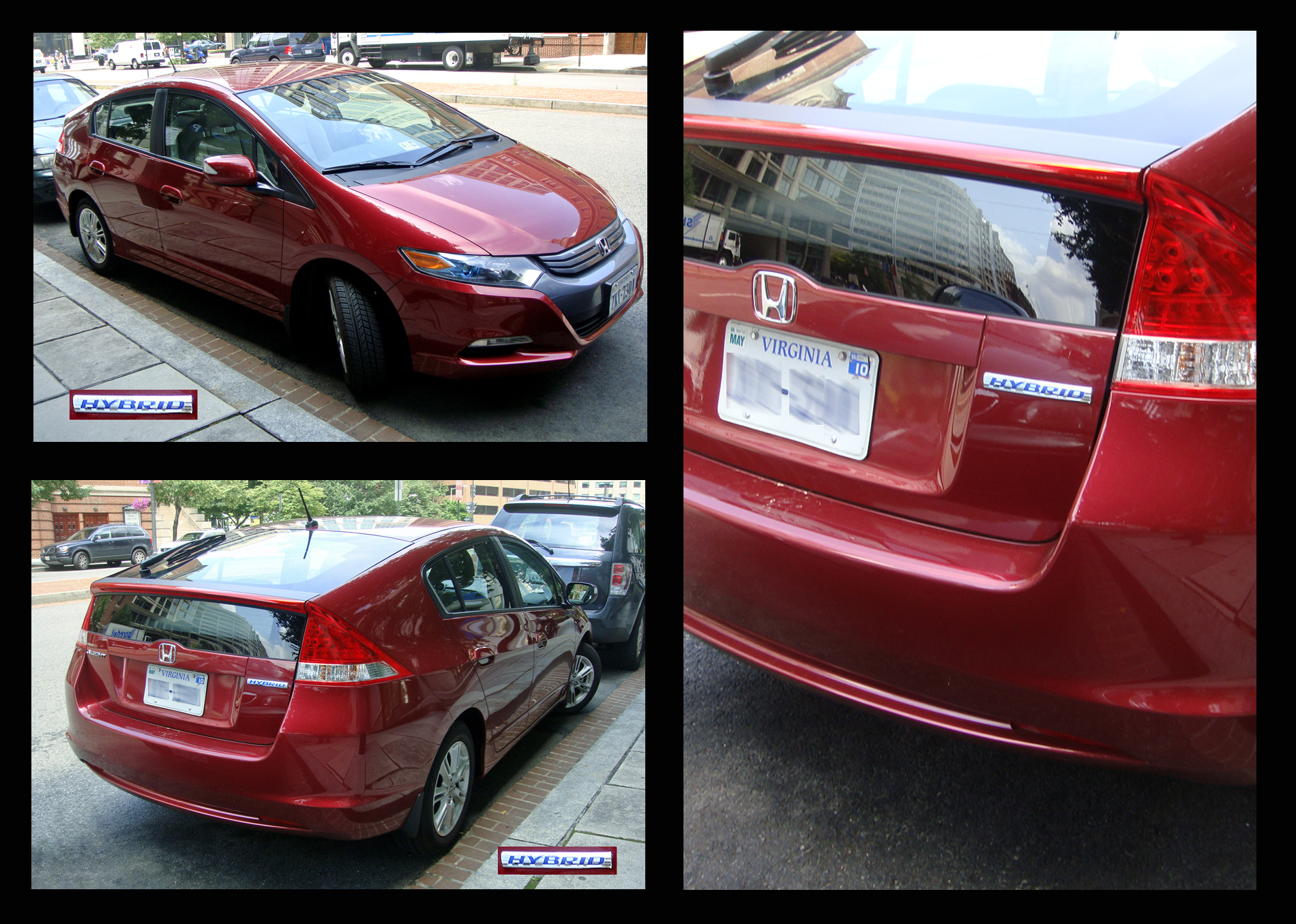
2010, на фото — логотип, який ідентифікує його як "гібридні.

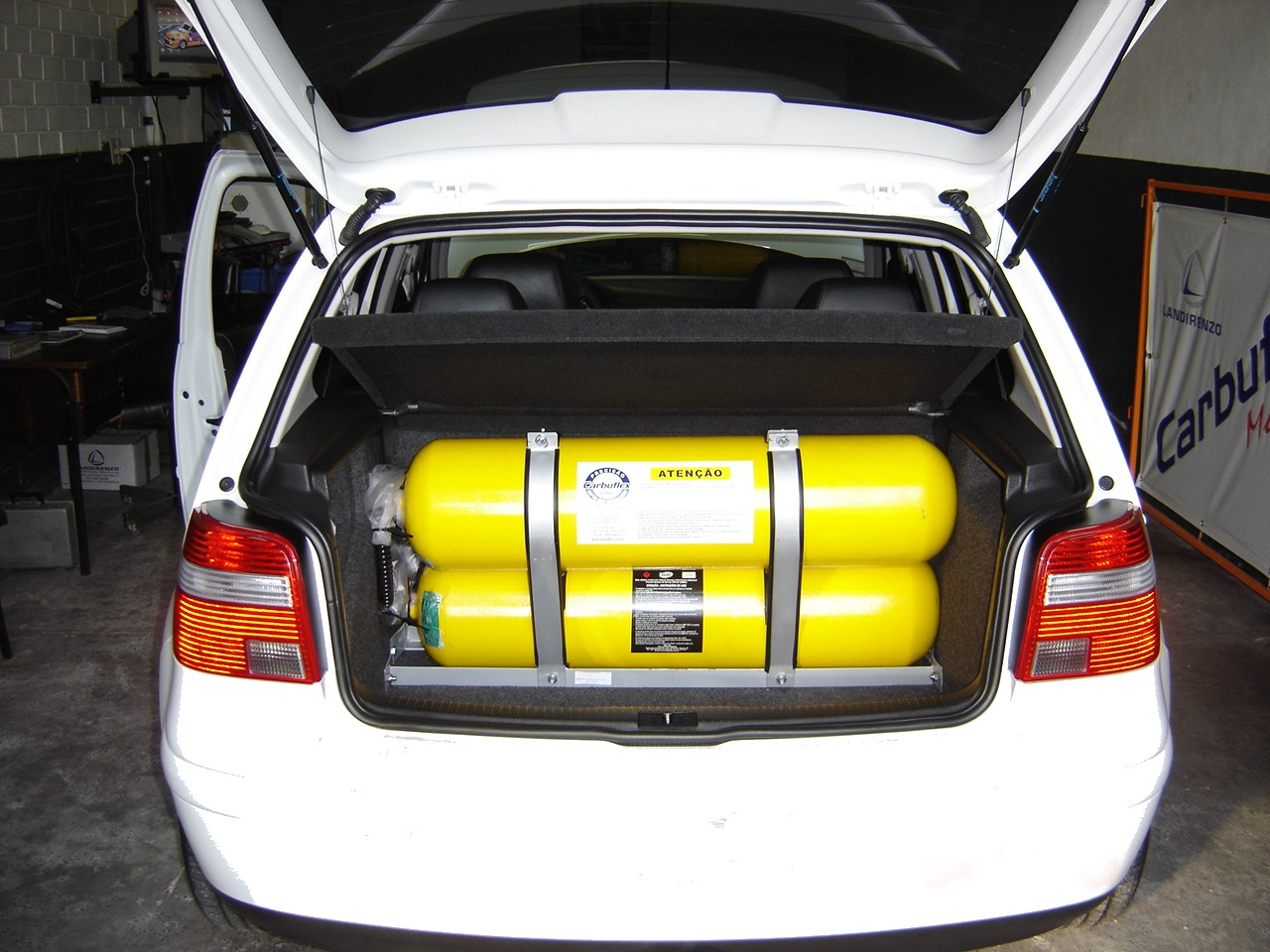
Бензиновий автомобіль адаптований для роботи на природному газі. Балони зберігання СПГ, як правило, розташовано в багажнику автомобіля.

Альтернати́вне автомобі́льне па́ливо — види моторного палива, які забезпечують потужність автомобільного двигуна і виключають використання палива на основі нафти (таких як бензин і дизпаливо) або повністю, або певною мірою, (в тому числі призначені як добавки в нафтові палива) — коли технологія живлення двигуна не пов'язана виключно з нафтопродуктами.
До видів автомобільного транспорту на альтернативних видах палива включають: електричні транспортні засоби, гібридні електромобілі, транспортні засоби з гнучким вибором палива (Flexible-fuel vehicle), транспортні засоби на стиснутому природному газі, електромобілі на сонячних батареях, автомобілі, які працюють на біодизелі і водневе авто.
Розрахунки засвідчують, що близько 30 % загальної потреби в паливі може бути заміщено біопаливом без впливу на зменшення виробництва продуктів харчування.

## Деякі статистичні дані
До середини 2010 року по всьому світу було продано близько 40 мільйонів автомобілів на альтернативних видах палива, у порівнянні з близько 900 млн транспортних засобів, що експлуатувалися у світі станом на 2009 рік.
В усьому світі, станом по грудень 2011 року було продано:
- 27,1 млн автомобілів з гнучким вибором палива: в Бразилії — 16,3 млн.[4][5]; в США майже 10 мільйонів[6]; в Канаді 0,6 млн.[7]; в Європі — 228 522 одиниць (лідером є Швеція).[8] Бразильський парк включає в себе 1,5 млн. мотоциклів з системою гнучкого вибору палива, а продаються такі транспортні засоби з 2009 року.[9][10][11]
- 17,5 млн транспортних засобів на зрідженому нафтовому газі (LPG), що працювали в грудні 2010 року: з найбільшою кількістю в Туреччині — 2,39 млн; Польща — 2,32 млн, Південна Корея — 2,3 млн.[12]
- 14,7 млн на природному газі в грудні 2011 року, з найбільшою кількістю в Ірані (2,86 млн.), в Пакистані — 2,85 млн, Аргентині — 2,04 млн, Бразилії — 1,7 млн та Індії — 1,1 млн.[13]
- 5,7 млн на паливному етанолі, які будувались в Бразилії з 1979 року[4] (від 2,4 до 3,0 млн автомобілів використовувалося в 2004 році).[14][15]

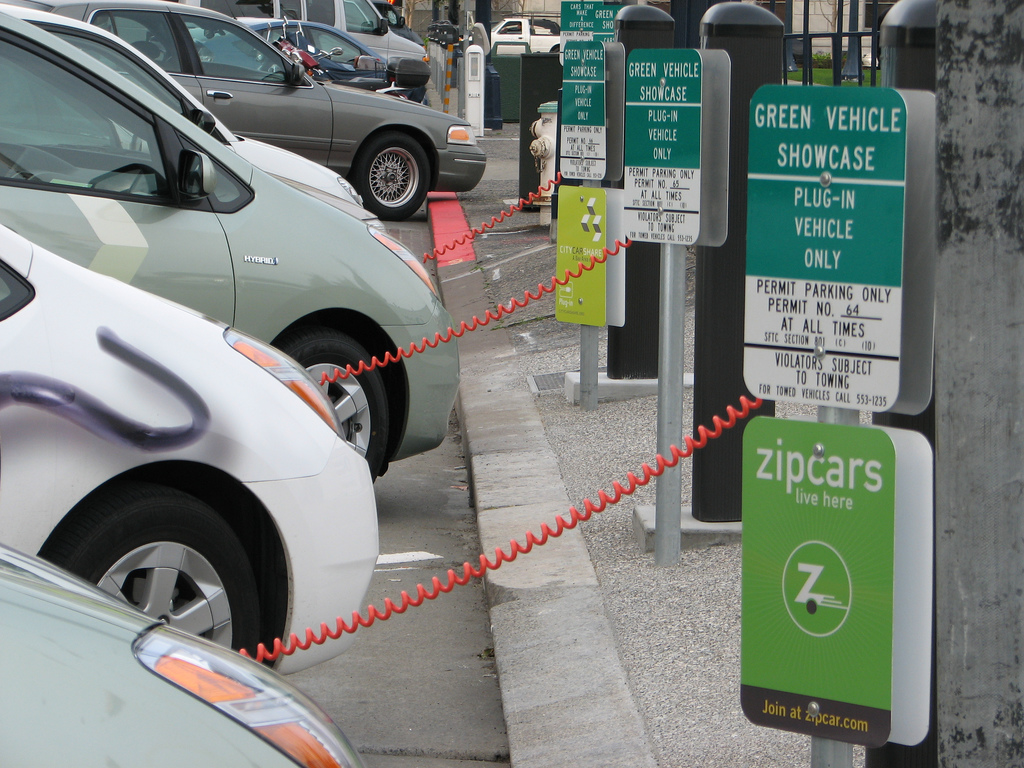
Громадські plug-in зарядні станції в San Francisco City Hall. (на фото підзарядка автомобілів Toyota Prius)

- Понад 4,5 мільйона гібридних електричних транспортних засобів було продано по грудень 2011 року, лідером є Сполучені Штати (2,16 млн.)[16][17]; Японія з більш ніж 1,5 млн гібридів[18][19][20][21][22]. Toyota Motor Company є лідером проданих у всьому світі більш ніж 3,5 мільйонів гібридів Lexus і Toyota[23], за нею слідують: Honda Motor Co, Ltd з сукупним обсягом продажів понад 0,8 млн гібридів[24], і Форд Мотор Корпорейшн — понад 185 000 гібридів, що були продані в Сполучених Штатах у грудні 2011 року.[16][17]

Найбільш продаваним у світі plug-in електричним автомобілем є повністю електричний автомобіль Nissan Leaf, з обсягом продаж по всьому світі протягом грудня 2011 в кількості більш ніж 21 000 одиниць.. За нею слідують електричний автомобіль Mitsubishi i MiEV, з сукупними глобальними продажами більш ніж 17 000 одиниць по жовтень 2011 року і Chevrolet Volt plug-in гібрид — 8272 одиниць проданих по грудень 2011 року в США і Канаді.

## Однопаливні типи

### Електричні батареї

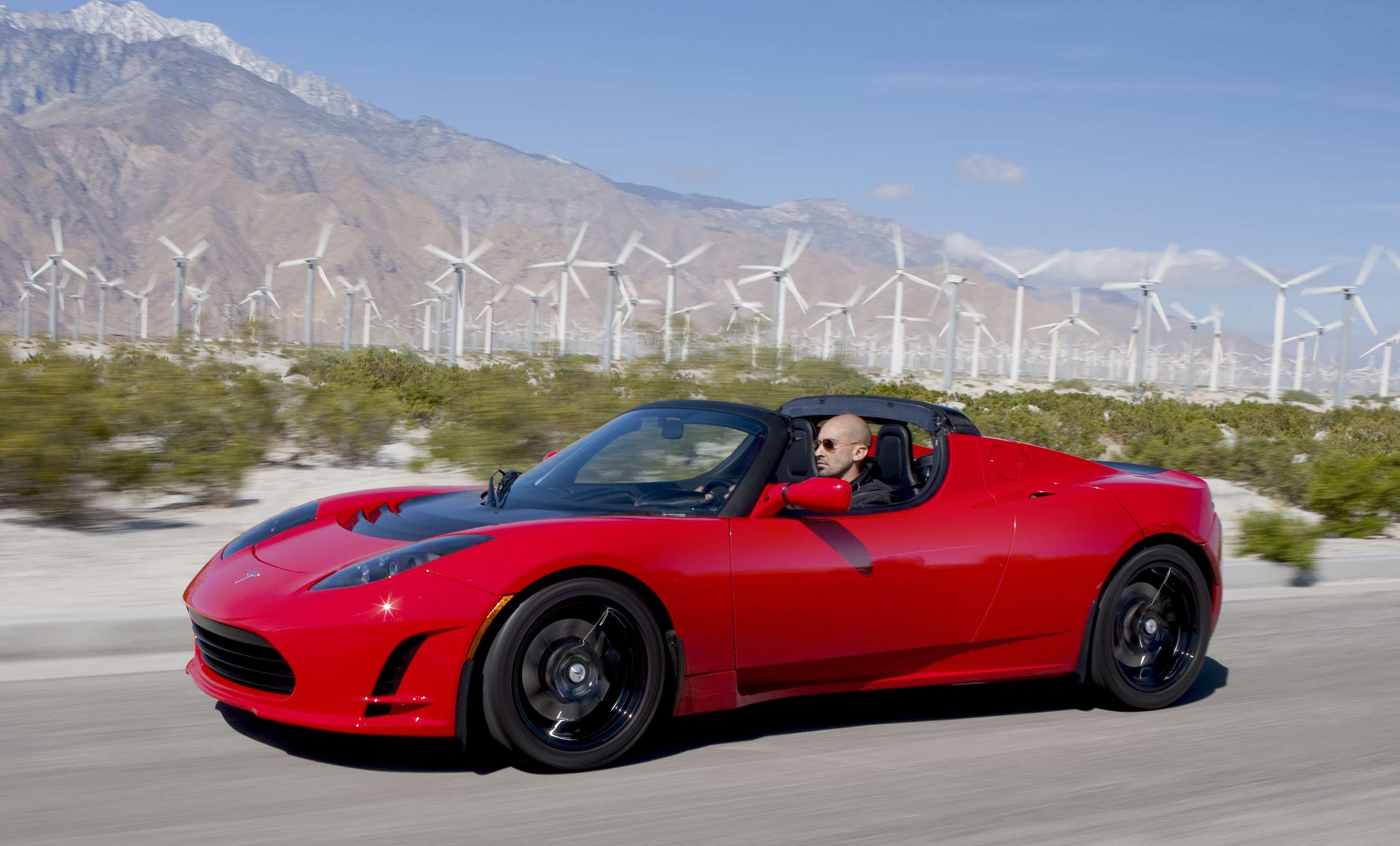
Tesla Roadster

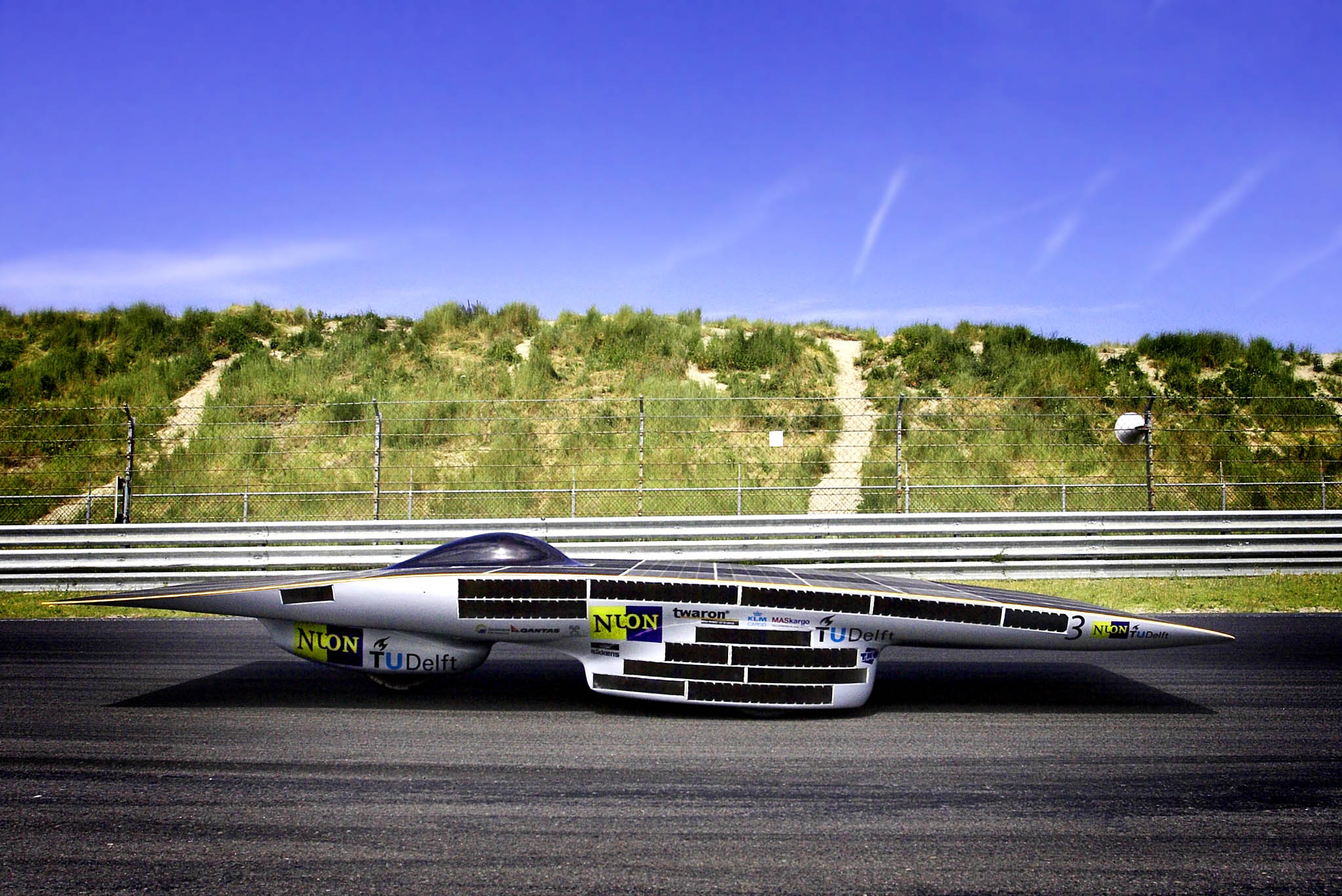
«Нуна» — автомобіль на сонячних батареях, який розвивав швидкість до 140 км/год (84mph).

Акумуляторні електромобілі (BEVs, AEVs) — електричні транспортні засоби на основі процесу накопичення енергії в хімічну енергію батарей. Ця поширена форма транспортних засобів відзначається нульовим рівнем викидів, оскільки вони не виробляють викидів вихлопних газів під час роботи. Акумулятори, які використовуються в електричних транспортних засобах, включають свинцево-кислотні, AGM акумулятори (VRLA батареї), нікель-кадмієві, нікель-металгідридні, літій-іонні (Li-ion,), літій-полімерні (Li-pol) і цинк-повітряні батареї.
В Чилі, яка в 1934 році була світовим постачальником йоду, був винайдений йодний акумулятор; а в 1934 році в Франції проведені пошуки над галогенними солями призвели до появи нового йод-цинкового акумулятора перевагами якого над всіма відомими акумуляторами на той час (в тому числі свинцеві акумулятори) були: значно більша ємність на 1 кг ваги акумулятора, здатність тривалий час перебувати в розрядженому стані без будь-якого псування, відсутність потреби в догляді, нечутливість до жорстких режимів заряджання-розряджання.
Станом на 1936 рік значна кількість автомобілів скільки-небуть значних розмірів нараховувалась лише в Англії і Німеччині. В Німеччині нараховувалось: приблизно 12000 легких електрокарів, близько 4000 електрокарів вантажопідйомністю від 1 до 2 т і близько 6000 електричних автомобілів, а значним споживачем було поштове відомство Німеччини де нараховувалось понад 2000 одиниць таких машин. В Англії парк електричних автомобілів за 1926–1934 років, збільшився з 603 до 1545 одиниць.
В 1930-х роках, в пресі з'являлись цікаві публікації: за даними журналу «Німецький економіст», електричні вантажівки попри їх специфічні недоліки (значна вага акумуляторів) можуть конкурувати із звичайними карбюраторними вантажівками в приміській зоні, при роботі, яка не потребує високих швидкостей, і при загальному добовому пробігу не більше 50 км; американський журнал «Electric World» у 1934 році опублікував результати досліджень 75 електричних вантажівок різної вантажопідйомності з бензиновими двигунами — так, експлуатаційні витрати на утримання 5-тонної бензинової вантажівки виявились на 25 % вищими за витрати на електричну вантажівку, 2-тонної — на 32 %, а 3/4 тонної — на 26 %.
Спроби створити життєздатні, сучасні батареї живлення електричних транспортних засобів розпочалися в 1950-х роках з появою перших сучасних (транзистор контрольованих) електричних автомобілів — Henney Kilowatt, хоча концепція існувала на ринку з 1890 року. Незважаючи на невисокі початкові продажі акумуляторних транспортних засобів, розвиток різних акумуляторних автомобілів тривав до середини 1990-х років з такими моделями, як General Motors EV1 і Toyota RAV4 EV.

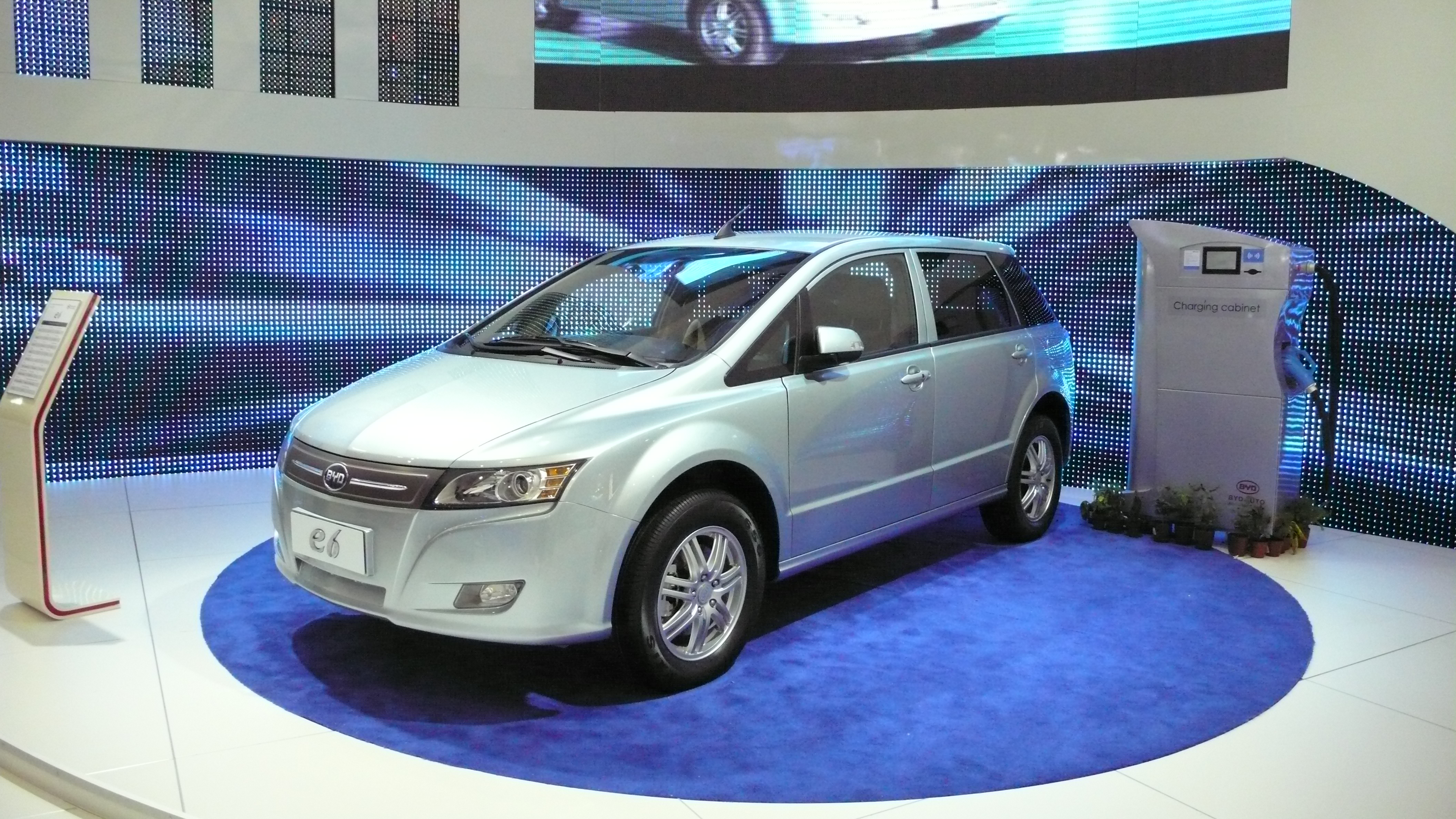
Кросовер BYD e6, який живиться від залізо-фосфатного акумулятора «Fe» власної розробки фірми BYD. Запас ходу 300 км

Для живлення від акумуляторів в автомобілях в основному використовуються свинець-кислотні акумулятори та батареї NiMH. Ємність свинець-кислотних батарей значно знижується, якщо заряд опускаються за межу 75 % на регулярній основі. NiMH акумулятори є кращим вибором, але значно дорожчі за свинець-кислотні. Літій-іонні акумулятори живлення транспортних засобів, таких як Venturi Fetish і Tesla Roadster недавно продемонстрували відмінну продуктивність, але вони залишаються дорогими, проте використовується в більшості моделей масового виробництва, яке почалося наприкінці 2000-х років.
| Henney Kilowatt (1960 р.) | EV1 (General Motors) | Venturi Fétish | Nissan Leaf (2011) | Chevrolet Volt (2011) |

Станом на травень 2011 року в декількох країнах доступні електричні транспортні засоби типу «NEV» та міських автомобілів: Tesla Roadster, GEM cars, REVAi, Buddy, Th!nk City, Mitsubishi i MiEV, Nissan Leaf, Smart ED, and Wheego Whip LiFe. Через високу ціну електричних машин (через високу вартість акумуляторів), кілька країн і місцеві уряди встановили податкові пільги та інші стимули для перших покупців електромобілів. Інші моделі, як очікується, з'являться на ринку в період між 2011 і 2012 включають CODA Sedan, REVA NXR, Renault Fluence Z.E., Ford Focus Electric, Hyundai BlueOn, Tesla Model S, і BMW ActiveE.
| GEM e2 на зарядці. Авто використовуються туристичною поліцією в Плайя дель Кармен, Мексика. | GEM xLXD NEV використовується для постачання вуличної їжі на Національній алеї, Вашингтон, округ Колумбія | GEM e6 NEV в Націонал Молл, Вашингтон, округ Колумбія | Dynasty IT | REVA NXR (Індія) ~ 10 000 євро |

Є також кілька дослідних зразків та наявних моделей, які в даний час залучені у випробуваннях або демонстраційних програмах, і включають Mini E, BYD e6, Audi A1 e-tron та Volvo C30 DRIVe Electric.
В Україні восени 2010 року в м. Києві вперше була представлена нова розробка Запорізького автозаводу — ZAZ Lanos Pick-up Electro.
Метою Пекіну є до 2020 року мати на автошляхах країни 5 млн. гібридних та електричних машин.
→ Основна стаття: Акумулятор електромобіля та Електромобіль

#### Суперконденсатори
В альтернативних технологіях приводу транспортних засобів замість використання звичних акумуляторів можуть використовуватись конденсатори. Німецька фірма «Вампфлер» для швейцарської логістичної фірми «Люцерна» розробила пристрої з безконтактної підзарядки автомобільних суперконденсаторів і самі суперконденсатори. Фактично це трансформатор, для якого, завдяки підвищеній робочій частоті (15–30 кГц, замість звичайних 50 Гц), не є проблемою повітряний зазор між первинною і вторинною котушками. Конденсатори дуже швидко приймають заряд і не проявляють зношування навіть через півмільйона циклів. Для безконтактної підзарядки потрібно лише зупинитись у відведеному місці, що позначено на асфальті прямокутником. Для зарядки вистачає трьох хвилин.
В Вакареварівському геотермічному парку в Роторуа (Нова Зеландія) з 1998 року для перевезення туристів використовують п'ять автопоїздів, які працюють за такою технологією.
В швейцарському Альтштаттені на дистанції 1,6 км від вокзалу до центру населеного пункту кожні 15 хвилин курсує 16-місний «Мультирайдер» з суперконденсаторами і з системою безконтактної підзарядки. Запас ходу лише 3 кілометри.

### Сонячна енергія

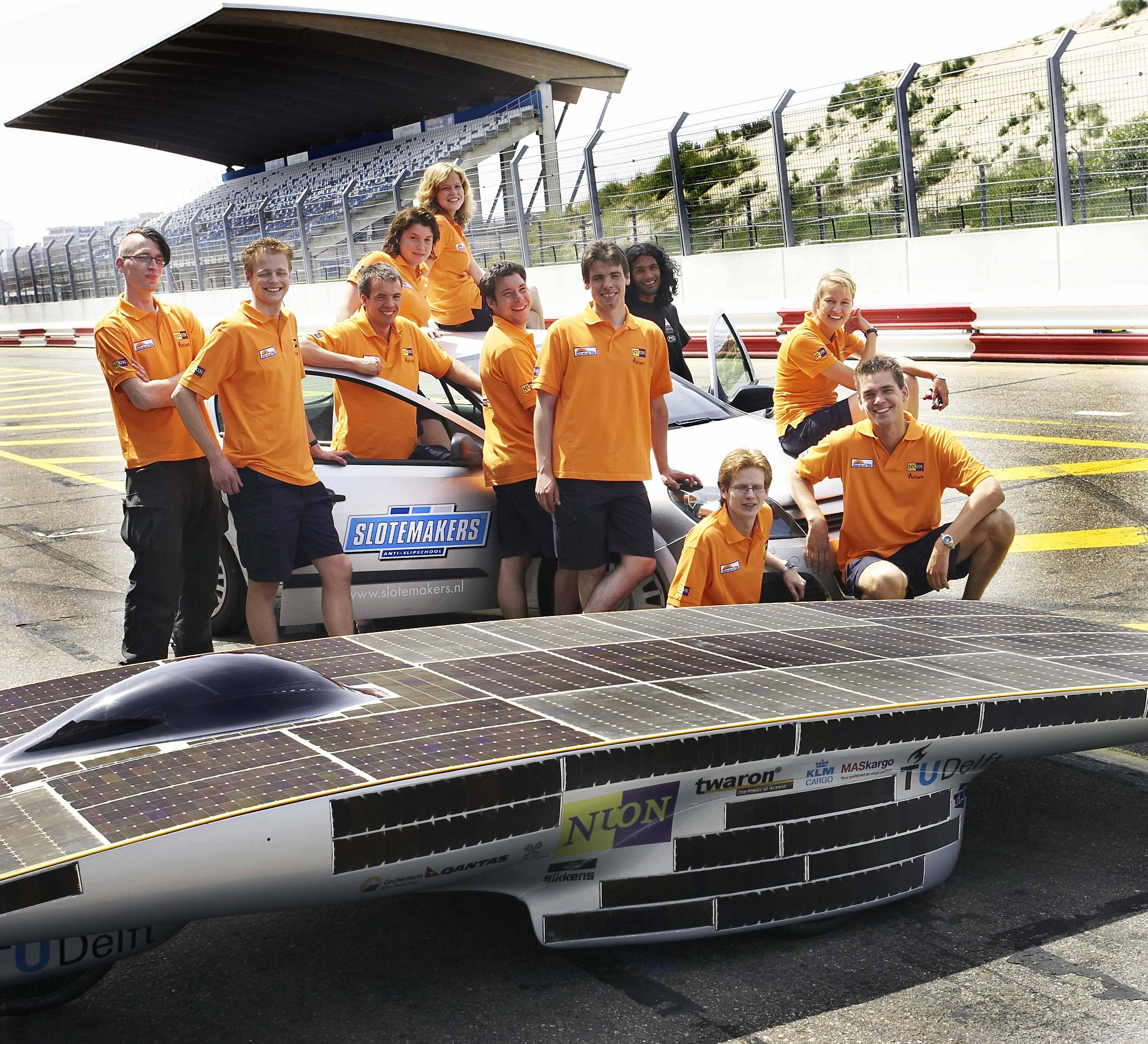
Команда «Нуна» (Nuna)

Сонячний електромобіль — це автомобіль з живленням від сонячної енергії, одержуваної за допомогою сонячних батарей на автомобілі. Автомобілі даного типу брали участь у таких конкурсах як «World Solar Challenge» і «World North American Solar Challenge».
«World North American Solar Challenge» — гоночні змагання сонячних гоночних автомобілів по всій Північній Америці. Спочатку захід називався «Sunrayce». Перша гонка була організована за фінансової підтримки General Motors. В 1990 році захід був перейменований в американський «Solar Challenge», а у 2005 році гонка була перейменована в «World North American Solar Challenge». Ці події часто проходять під егідою урядових установ, таких як Департамент енергетики США. Команди з університетів Сполучених Штатів і Канади конкурують в довгострокових випробуваннях на відстань для визначення на витривалість, а також ефективність таких транспортних засобів, проїжджаючи тисячі миль регулярних автомобільних доріг. Університети беруть участь для вироблення та закріплення у своїх студентів інженерних та технологічних навичок на практиці.

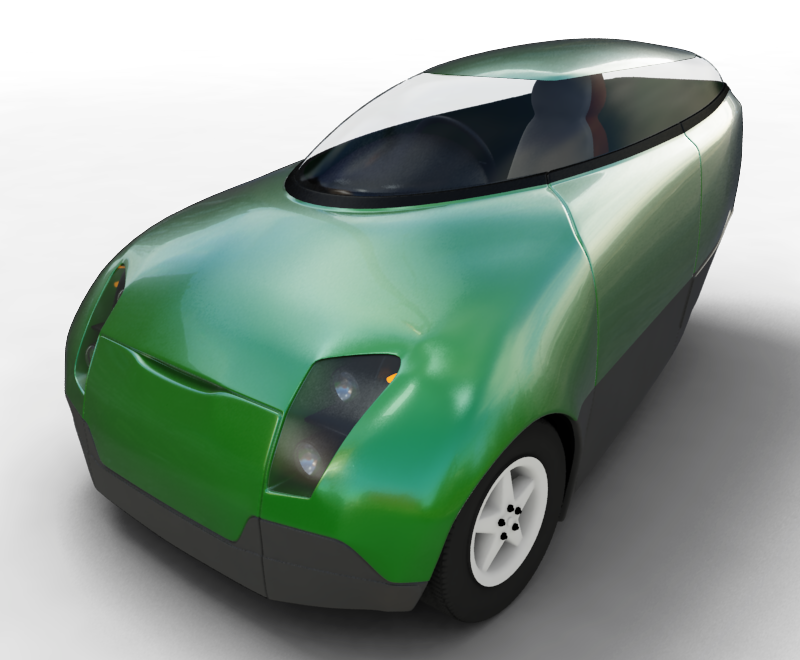
«Trev»

Nuna це назва серії пілотованих транспортних засобів на сонячних батареях, які чотири рази поспіль виграли World Solar Challenge в Австралії: у 2001 році (Нуна 1 або просто Нуна), 2003 (Нуна 2), 2005 (Нуна 3) і 2007 (Нуна 4). «Нуни» будуються студентами Дельфтського технологічного університету.
«Trev» — двомісний автомобіль відновлюваної енергії, що був розроблений співробітниками і студентами університету Південної Австралії. «Трев» був вперше показаний в 2005 році на «World Solar Challenge», як економічний автомобіль малої маси для пасажирських перевезень. З трьома колесами і масою близько 300 кг, прототип автомобіля розвиває
максимальну швидкість 120 км/год., а розгін 0–100 км/год проходить за 10 секунд. Витрати на експлуатацію «Треві» згідно з прогнозами, будуть меншими, ніж 1/10 витрат на експлуатацію невеликого бензинового автомобіля.
В Австралії вже понад 19 років проводяться щорічні перегони на сонячних електромобілях на трасі між містами Дарвін і Аделаїда (3000 км).
Зважаючи на значне поліпшення енергетичних і вартісних характеристик, все більшого поширення набуває установка сонячних елементів на звичайних електромобілях. Хоча їх потужності абсолютно недостатньо для покриття витрати енергії в русі, сонячні елементи дозволяють набагато збільшити пробіг між зарядками, оскільки продовжують заряджати акумулятори електромобіля і коли він не рухається.

### Диметиловий ефір
Диметиловий ефір (DME) є перспективним паливом в дизельних двигунах, бензинових двигунах (30 % DME / 70 % зрідженого нафтового газу), а також в газових турбінах завдяки високому цетановому числу, яке становить 55, в порівнянні з дизельним паливом, в якому число становить 40–53. Теплота згорання диметилового ефіру (24,8 МДж/кг) є менша ніж в мінерального дизпалива (42,5 МДж/кг). Дизельні двигуни для роботи на DME потребують помірної модифікації, а також встановлення газобалонної апаратури. При горінні паливо має дуже низький рівень викидів твердих частинок, NOx, CO. З цих причин DME відповідає найсуворішим вимогам щодо викидів в Європі (EURO5), США (США 2010), Японії (2009 Японія).
DME в даний час розробляється як синтетичне біопаливо другого покоління (BioDME), яке може бути виготовлене з лігноцелюлозної біомаси.
Диметиловий ефір широкого застосування в Україні поки що немає, на відміну від інших країн світу, в яких його використовують не тільки як автомобільне паливо, а й як енергоносій.

### Спирти
В 1907 році в Німеччині працювало близько 6000 спиртових двигунів, з яких більшість на бензо-спиртових сумішах. Паризька автобусна компанія упродовж 1906–1908 років використовувала суміш бензолу і спирту, на якій загальний пробіг автобусів склав близько 4 млн кілометрів. В 40-х роках, в зв'язку з дефіцитом нафтових палив, в ряді країн широко застосовувались паливні суміші із трьох складників: 65–90 % бензину, 5–20 % спирту і 10–15 % бензолу.
Існував італійський автомобіль Дукс, який працював на деревному газі або рідкій спиртовій суміші.
Синтетичні спирти — один з видів синтетичного палива, яке отримують шляхом хімічного синтезу.

#### Метанол
Метанол може бути одержаний із будь-якої вуглець вмісної сировини. Наприклад, переробка вугілля може проводитись і в рідке і в газоподібне паливо: у плазмовий генератор подається суміш водяної пари і кисню, що розігрівається до 3000 °C, а потім у розпечений газовий смолоскип надходить вугільний пил, і в результаті хімічної реакції утворюється суміш оксиду вуглецю (ІІ) і водню, тобто синтез-газ. З нього одержують метанол: CO + 2H2 → CH3OH.

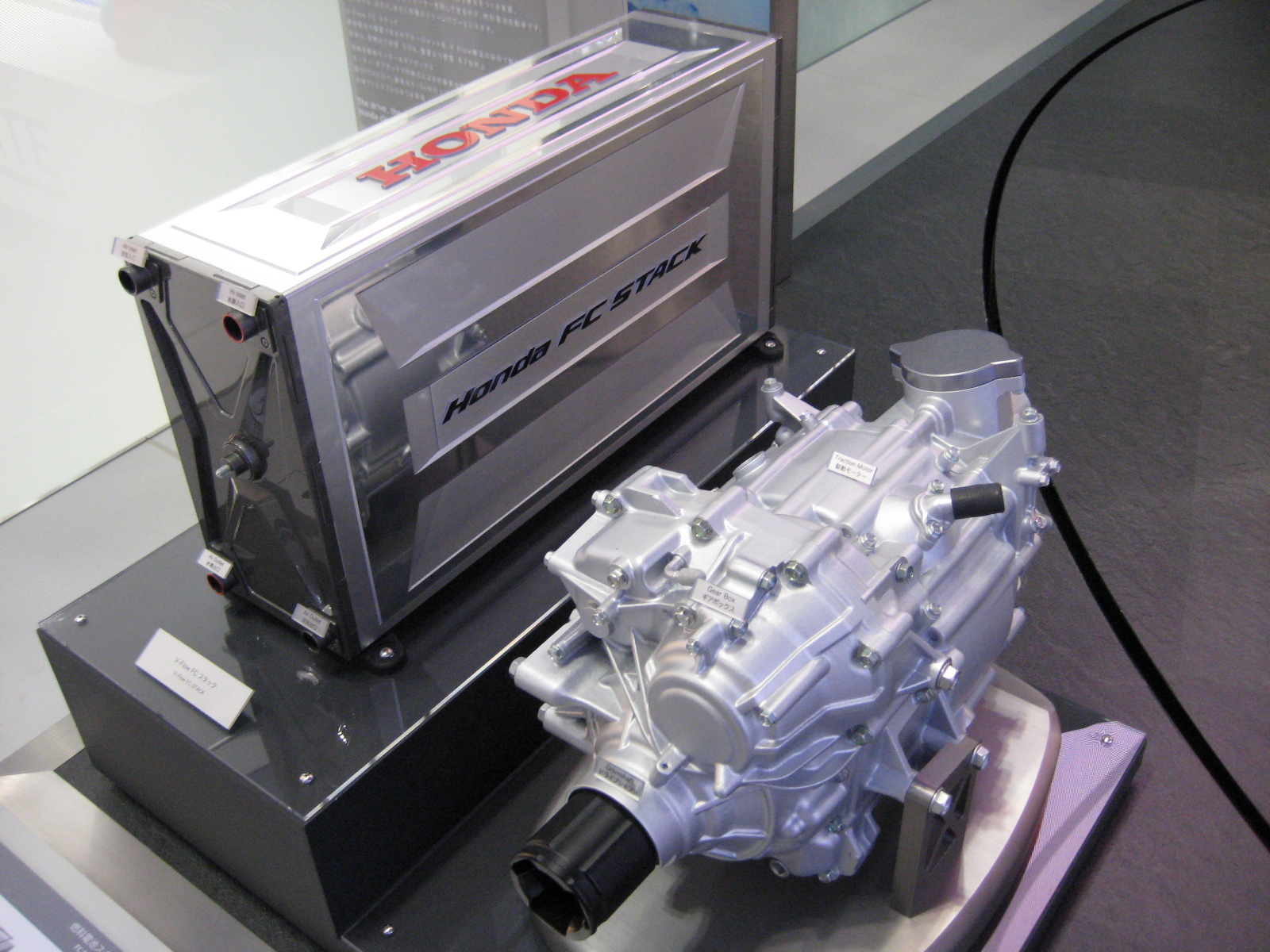
Метанол-паливний елемент моделі Honda FCX-V2

Об'ємна і масова енергоємності (теплота згоряння) метанолу на 40–50 % менші ніж бензину, однак тепловиробництво спиртоповітряних і бензинових паливоповітряних сумішей у разі їх згоряння в двигуні мало відрізняється, бо для спалювання 1 кг метанолу потрібно тільки 6,5 кг повітря, а для спалювання 1 кг бензину потрібно 15 кг повітря і попри те, що при спалюванні 1 кг метанолу виділяється менше теплоти (19,9 МДж/кг), ніж при спалюванні 1 кг бензину (41 МДж/кг), співвідношення енергії на 1 кг паливної суміші для метанолу 19,9/(1+6.5) = 2,65 МДж/кг на 4 % вище ніж для бензину (41/(1+15) = 2,56 МДж/кг. Це свідчить про те, що температура згоряння метанольних паливних сумішей вища ніж бензинових (всупереч широко розповсюдженій думці, що метанольні паливні суміші мають нижчу температуру згоряння). Високе значення теплоти випаровування метанолу і його більша в 2,3 рази кількість в паливному заряді спричиняє його високе октанове число — 140. У результаті цього спостерігається підвищення потужності двигуна на 10–15 %. Слід відмітити, що пристосування звичайних бензинових двигунів для використання метанольного палива, не дає можливості використати високе октанове число метанолу, до того ж використання високооктанового палива в двигуні з низьким ступенем стиску погіршує запуск при низьких температурах. Для цього потрібно створити двигун з високим ступенем стиску і з деталями паливної системи захищеними від корозійного впливу метанолу. Метанол може використовуватися як у класичних двигунах внутрішнього згорання, так і в спеціальних паливних елементах для отримання електрики.

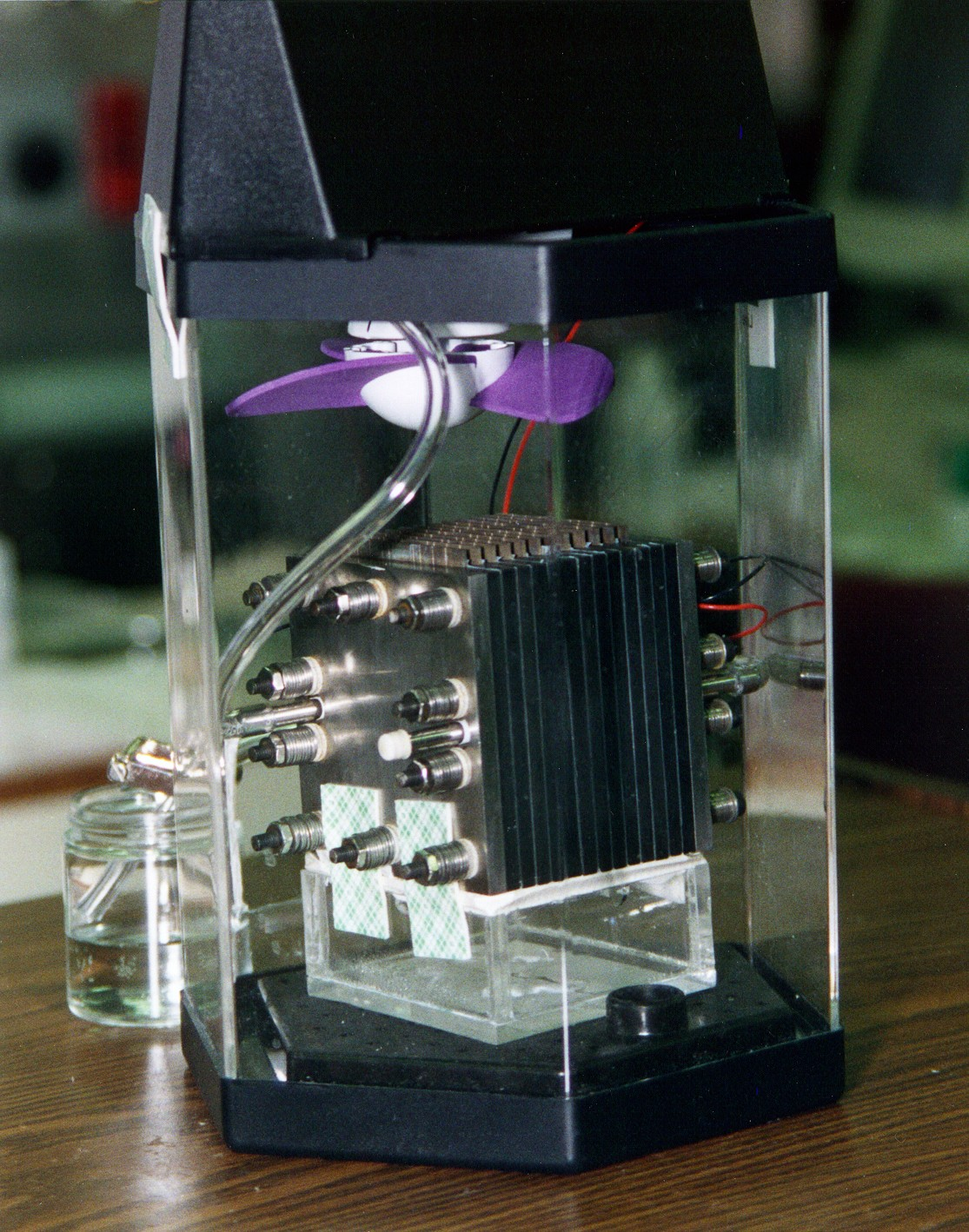
Прямий метанольний паливний елемент

Недоліки використання бензино-метанольних сумішей:
- використання алюмінієвих карбюраторів й інжекторних систем подачі палива в двигун внутрішнього згоряння;
- насичення водою, засмічуючи систему подачі палива у вигляді желеподібних отруйних відкладень;
- підвищення пропускної здатності пластмасових випаровувань, наприклад, щільного поліетилену, ризику збільшення емісії летких органічних речовин, концентрації озону і посилення сонячної радіації;
- в холодну пору року утруднюється запуск;
- двигуни, що працюють на метанолі, відрізняються підвищеною витратою палива для досягнення робочої температури;
- метанол може порівняно швидко потрапляти в джерела питної води і отруювати її.

Конверсією метанолу на цеолітних каталізаторах по методу «Мобіл» (Нова Зеландія) може бути отриманий синтетичний бензин.
Шляхом взаємодії ізобутилену з метанолом може бути отриманий у великих кількостях метилтретинний бутиловий ефір — антидетонаційна добавка до бензину, яка може в перспективі бути перспективним паливом для автомобілів.
Для використання метанолу у кількості від 2 до 30 % в суміші з будь-яким паливом нафтового походження модернізація двигунів не потрібна, але при використанні його в кількості 30-100 % вже необхідна незначна модернізація мотора.

#### Біобутанол
Біобутанол, як і біоетанол — біопаливо, яке виготовляють перероблянням (термоконверсією, біоконверсією) біомаси біоенергетичних культур.
Журнал «Nature» описував, що група хіміків і біотехніків з Каліфорнійського університету, Лос-Анджелес, запропонували новий підхід
отримання біобутанолу: членами групи під керівництвом Джеймса Лиао було описано, як вони генетично модифікували відому бактерію, кишкову паличку (Escherichia coli), в бактерію, що синтезує бутанол, молекулу, яку вона при звичайних умовах не виробляє.
Бутиловий спирт — (бутанол) CRH9OH являє собою безбарвну рідину з характерним запахом сивушного масла. Світове виробництво бутанолу в 2004 р. становило 4,5 млн т при ціні 3 долари за галон.

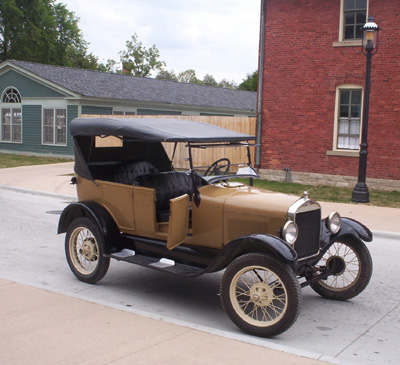
Ford Model T був першим комерційним автомобілем на альтернативному виді палива. Двигун міг працювати на бензині або етанолі, або суміші того й іншого.

В порівнянні з етанолом, існує декілька переваг бутанолу при використанні бутанолу як моторного палива: молекула бутанолу складається із чотирьох атомів вуглецю (в етанолу — два атоми), відповідно, більш розвинутий вуглецевий кістяк молекули дає більше енергії при спалюванні речовини; бутанол менш гігроскопічний; бутанол менш леткий у порівнянні з етанолом і його суміші можуть на 100 % використовуватися у двигунах внутрішнього згоряння без їхньої модифікації; менш чутливий до зниження
температури.
Бутанол не має корозійної властивості (на відміну від метанолу), добре підходить для сучасних транспортних засобів і двигунів; на відміну від існуючих біопалив, не вимагає значної зміни двигунів внутрішнього згоряння та обслуговуючої інфраструктури; потенційно може бути транспортований по трубопроводах, дозволяє використовувати існуючу інфраструктуру дистрибуції, не вимагаючи модифікацій установок для змішування, сховищ або заправок.
Станом на 2009 рік біобутанол може додаватися в бензин у концентрації до 10 % у Європі й до 11,5 % у США без переробки двигуна.

#### Біоетанол
Перший комерційний автомобіль, який використовує етанол як паливо був Ford Model T, що виготовлявся з 1908 по 1927 рік. Він був оснащений карбюратором, що дозволяв використовувати бензин або етанол, або їх комбінацію.

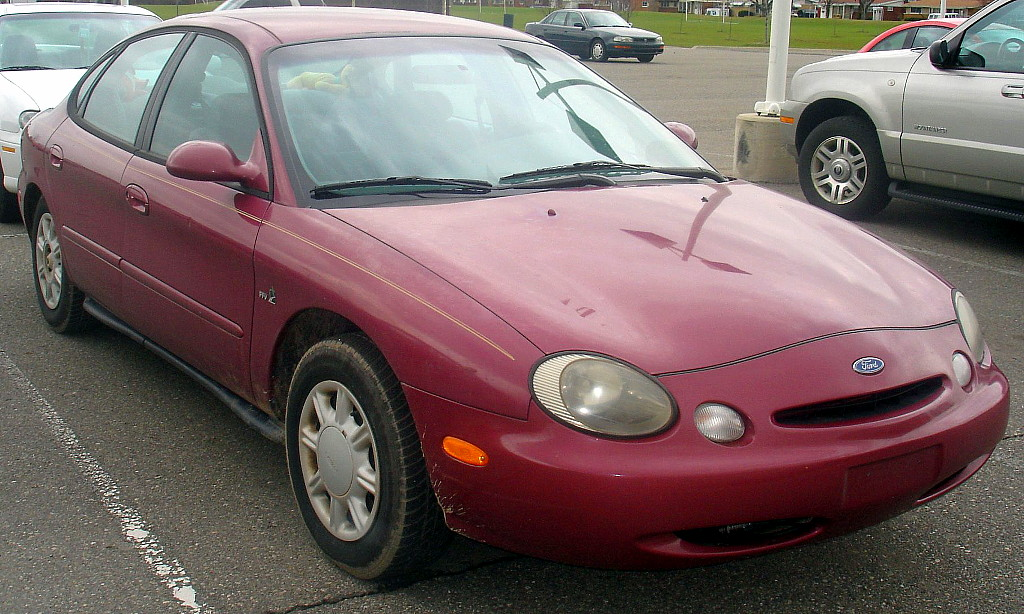
У 1996 році Ford Taurus був першим транспортним засобом з гнучкою системою вибору палива, що міг працювати на етанолі (E85) і метанолі (M85) в поєднанні з бензином.

Більшість сучасних автомобілів призначених для роботи на бензині, здатні працювати з сумішшю від 10 % до 15 % етанолу з бензином (E10–E15). Після незначної модифікації, бензинові автомобілі можуть працювати на етанолі з концентрацією останнього до 85 % (E85). Максимальна доля етанолу в Сполучених Штатах і Європі обмежена 85 % через кліматичні умови (у зв'язку з холодною погодою протягом зими), або до 100 % (E100) в Бразилії, з теплішим кліматом. За температури нижчої за мінус 15 °С палива E85 Flex потребують обігрівання блока двигуна. У холодну погоду додання більше чистого бензину в бак дозволяє знизити вміст етанолу нижче суміші від E70. Під час екстремально низьких температур паливо E85 краще не використовувати. Наразі досліджується можливість використання додатків для вирішення цієї проблеми. Етанол має близько до 34 % менше енергії на одиницю об'єму, ніж бензин, отже, показник економії паливної суміші з етанолом значно нижчий, ніж у чистого бензину, але цей нижчий вміст енергії не призводить безпосередньо доскорочення пробігу на 34 %, тому що є багато інших факторів, які впливають на використання конкретного виду палива в тому чи іншому двигуні, а також тому, що етанол має високе октанове число, що є потрібним для двигунів з високим ступенем стиснення паливної суміші. В США на основі тестів EPA за 2006 рік всіх моделей E85, середня витрата палива E85 становила 25,56 % вище, ніж неетильованого бензину. Сприятливими цінами на таке пальне вважається ситуація, коли ціни на етанол чи паливну суміш є нижчими на 30 %. Урядова підтримка в різних країнах біопаливних технологій сприяє тому, що популярнішим стає паливо Е85, що містить 75–85 % біоетанолу і 25–15 % бензину, унаслідок чого паливо Е85 у середньому на 15–20 % дешевше від стандартного бензину.
У зв'язку з нафтовою кризою 1973 р. у відповідь на високі ціни на нафту і ростучу залежність від імпорту уряд Бразилії зробив обов'язковим використання сумішей етанолу та бензину як паливо, а в 1975 році Бразилія започаткувала Pro-Alcool програму з величезними субсидіями від уряду для виробництва паливного етанолу (з урожаю цукрового очерету) для двигунів автомобілів. Ці етанол-транспортні засоби, були дуже популярні в 1980-х, але стали економічно невигідними, коли ціни на нафту впали — а ціни на цукор зросли — в кінці цього десятиліття.
Об'ємна частка спирту коливалася від 10 до 22 % з 1976 по 1992 рр. У зв'язку з цим чистий бензин (E0) більше не продається в Бразилії.

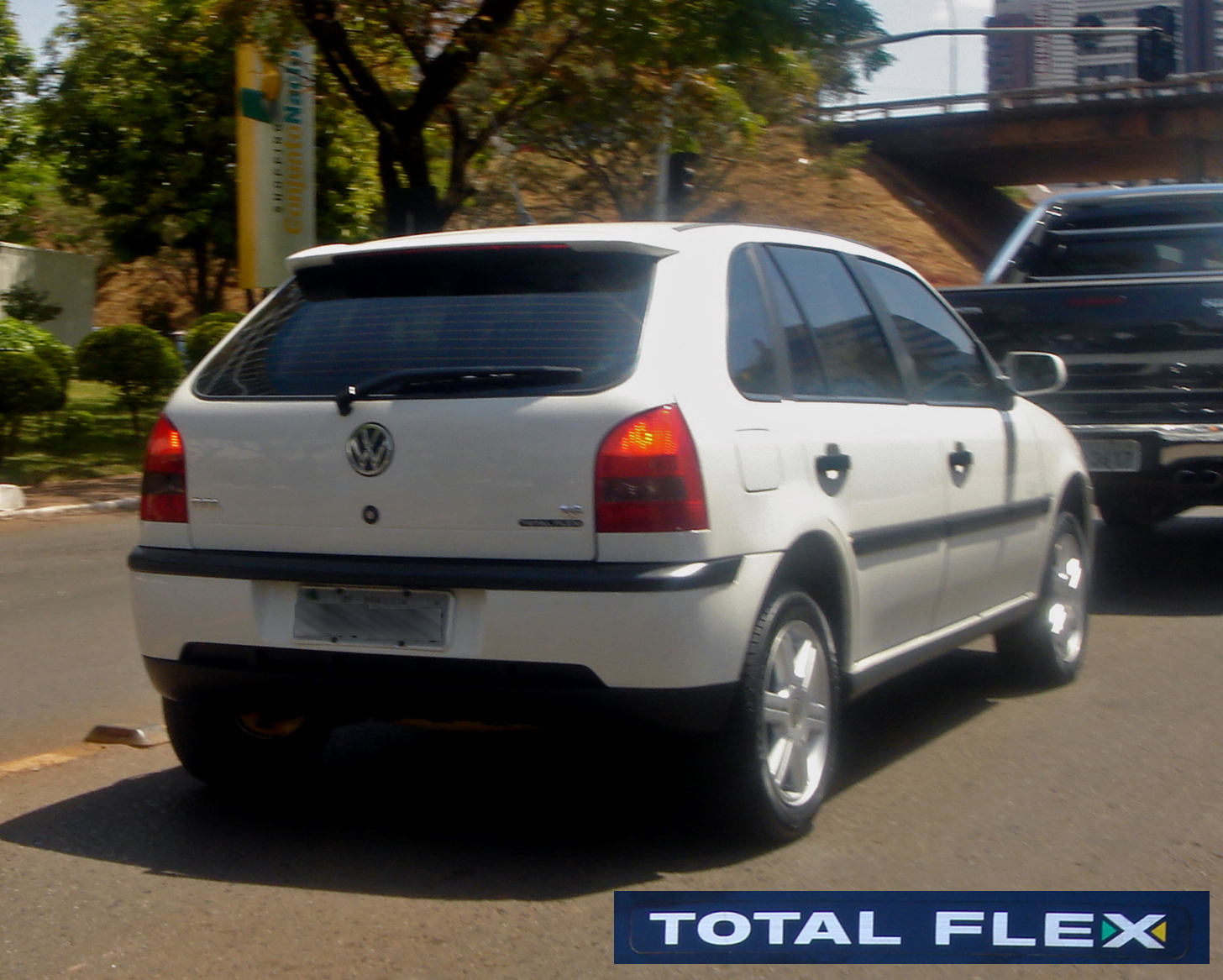
У 2003 VW Gol 1.6 Total Flex — комерційний транспортний засіб на бразильському ринку, який може працювати на суміші бензину (E20 до E25) і етанолу (E100).

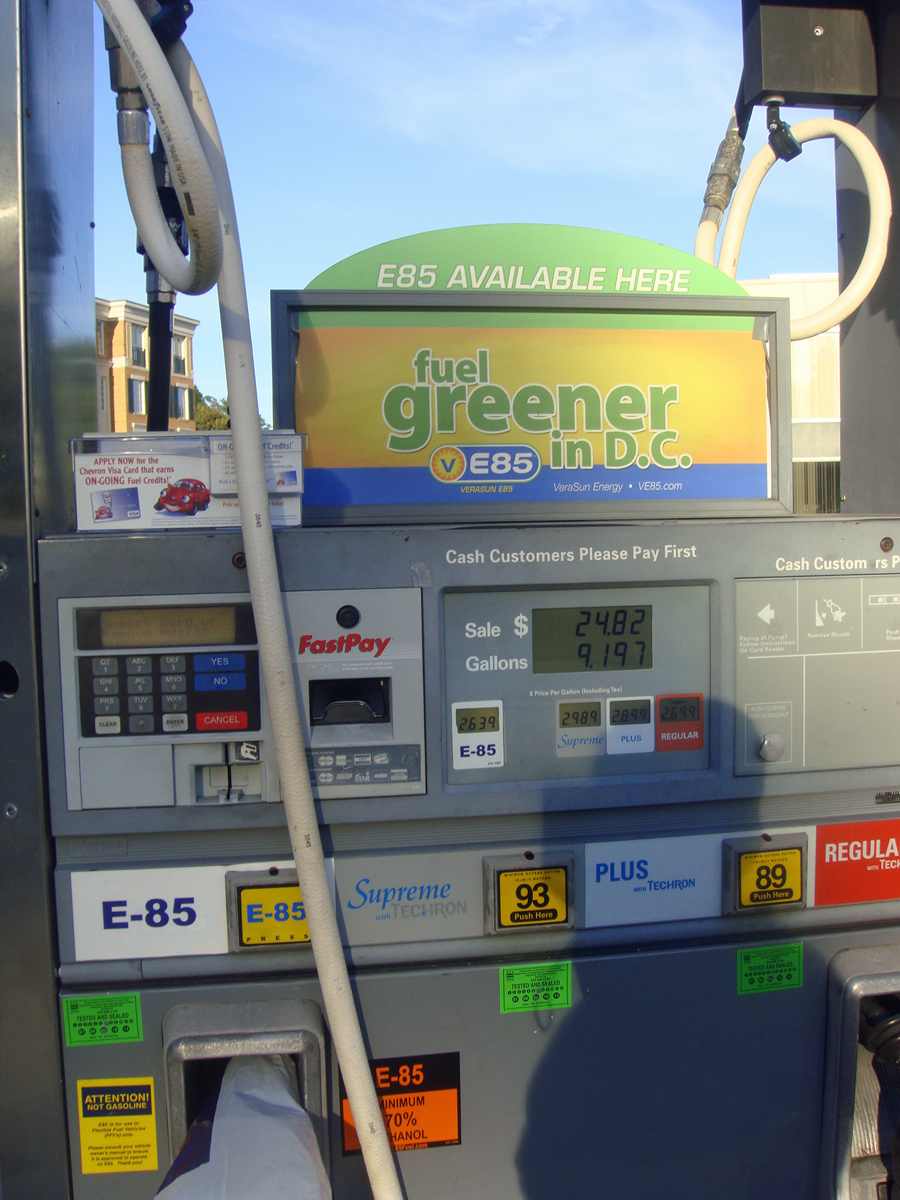
E85 паливо, що продається на черговий автозаправній станції в Вашингтоні, округ Колумбія

У травні 2003 року Volkswagen вперше побудував автомобіль (VW Gol 1.6 Total Flex) з гнучким вибором палива «націлений» на етанол. Ці транспортні засоби мали комерційний успіх і з початку 2009 року решта дев'ять бразильських автовиробників виробляють транспортні засоби з гнучким вибором палива: Chevrolet, Fiat, Форд, Пежо, Рено, Honda, Mitsubishi, Toyota, Citroën, і Nissan. Розцвіт технології Flex був настільки швидким, що автомобілі з гнучким вибором палива досягли показника 87,6 % продажів нових автомобілів в липні 2008 року. Станом на серпень 2008 року парк «FLEX» легкових автомобілів і легких комерційних автомобілів досяг показника 6 млн проданих нових автомобілів,, що становить майже 19 % всіх зареєстрованих легкових автомобілів. Швидкий успіх «FLEX»-транспортних засобів, стало можливим завдяки існуванню 33000 заправних станцій.
У 2007 році компанією «Ford» у Москві на Міжнародному конгресі «Топливный биоэтанол — 2007» було представлено автомобіль «Ford Focus», який використовує як паливо як чистий бензин, так і його суміш з вмістом етилового спирту до 80 %.
Рідке паливо вважається кращим, ніж газоподібне не тільки тому, що воно має більш об'ємну щільність енергії, але й тому, що воно є найбільш сумісним з існуючими системами в двигунах, що дозволяє уникнути великого відходу від наявних технологій і заправочної інфраструктури. У 1996 році був розроблений новий FFV Ford Taurus, який цілком може працювати як метанолі так і на етанолі, змішаними з бензином. Етанол вважається кращим, ніж метанол, завдяки стимулюючих програм та субсидій уряду (в США) та через націлення існуючих програм на сільське господарство. Швеція тестувала як M85 так і E85 Flexifuel-транспортні засоби, але в зв'язку з сільськогосподарською політикою, в результаті був зроблений акцент на етанол-орієнтовані транспортні засоби.

### Біодизель

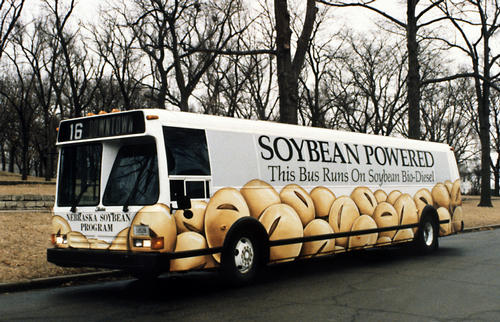
Автобус, який працює на соєвому біодизелі.

Головна перевага дизельних двигунів внутрішнього згоряння полягає в тому, що спалюване в них паливо використовується (спалюється) з ефективністю 44 %, — в той час, коли в найкращих бензинових двигунах — 25–30 %.[джерело?] Крім того, дизельне паливо має трохи вищий показник щільності енергії за обсягом, ніж бензин. Це робить дизельні двигуни здатними досягати набагато кращої економії палива, ніж у бензинових транспортних засобах. Біодизель має нижчу щільність енергії, ніж викопне дизельне паливо, через що, транспортні засоби на біодизелі, не зовсім здатні конкурувати в плані економії палива у порівнянні з транспортними засобами на викопному дизельному (якщо дизельні системи упорскування не налаштовуються для нового виду палива). Якщо упорскування змінюється з урахуванням вищого цетанового числа, то різниця у вартості біодизеля в економіці незначна. Завдяки тому, що біодизель містить більше кисню, ніж викопне дизельне паливо, він виробляє найнижчі викиди серед застосування у дизельних двигунах, і нижче, в більшості викидів, ніж у бензинових двигунах. Біодизель має більш високі змащувальні якості, ніж мінеральне дизпаливо.

### Диметилфуран
Диметилфуран — біопаливо 2-го покоління, сировиною для виробництва якого слугують неїстівні залишки рослинної сировини (деревина, стебла кукурудзи і пшениці), непродовольчі швидкоростучі рослини (міскантус, верба, тополя, деякі сорти проса і ін.).

### Метилтетрагідрофуран
Метилтетрагідрофуран — рідке біопапаливо (дизель) рослинного походження, яке може застосовуватись і як пальне, і як киснева добавка до палива.

### Рослинна олія
Деякі дизельні двигуни автомобілів після невеликих змін можуть працювати на 100 % чистій рослинній олії. Рослинні олії, як правило, стають густішими в холодну погоду, і тому такі модифіковані автомобілі обладнуються двома баками з дизельним паливом (для системи запуску/зупинки), що має важливе значення для того, щоб в більшості випадків нагріти паливо для використання. При нагріванні до температури охолоджувальної рідини двигуна знижується в'язкість палива. В розроблених тракторах з двома паливними баками, подача компонентів палива може здійснюватись і в залежності від навантаження і теплового режиму для підтримки оптимального режиму роботи. Відходи рослинної олії, особливо якщо олія була використана протягом тривалого часу, може призводити до гідрогенізування її, і до підвищення кислотності. Це може призводити до збільшення в'язкості палива, гумування в двигуні, а кислотність — призводити до пошкодження паливної системи. Біодизель не має цієї проблеми через те, що після хімічної обробки він має мати нейтральну рН і низьку в'язкість. Для використання чистої рослинної олії як палива у сучасних дизельних двигунах з низьким рівнем викидів (частіше Євро-3 і -4 сумісні), які характерні для поточного виробництва в європейській промисловості, існує потреба внесення істотних змін в інжекторну систему, насоси, ущільнення тощо через підвищення робочого тиску, тоншого (з підігрівом) впорскування. Звичайна рослинна олія як паливо не підходить для цих транспортних засобів. У зв'язку з різницею характеристик між рослинною олією і мінеральним дизельним паливом згорання рослинної олії в дизельному двигуні проходить не повністю, що призводить до відкладення продуктів згорання на форсунках, поршнях і поршневих кільцях і виходу двигуна з ладу. Тим не менш, роботи з розробки дизельних двигунів, які могли б працювати безпосередньо на непереробленій олії ведуться, а німецька компанія «Elsbett» успішно працює в цьому напрямку протягом декількох десятиліть, і співпрацювала з «Volkswagen» на двигунах TDI. Це засвідчує, що технологічно можливо використовувати рослинну олію як паливо з високою ефективністю/низькими викидами дизельних двигунів. Для використання рослинної олії як палива, у двигунах потрібні такі зміни: регулювання температури палива перед насосом; попередній нагрів моторного блоку; збільшення поперечного перерізу паливопроводів в системі низького тиску палива; посилення насосів низького тиску палива; збільшення фільтрів палива; високого тиску; зміна кута вприску; оптимізація спалювання з допомогою електронного регулювання.
У 1934 році новинкою автомобільного паризького салону була багатопаливна головка бензинового двигуна, винайдена інженером Багнулло, за допомогою якої двигун міг працювати на різних видах палива: починаючи від спирту і закінчуючи різними рослинними оліями. (детальніше див.: Змішані багатопаливні типи)
Greasestock — щорічна виставка в м. Йорктаун Хайтс (Нью-Йорк) є однією з найбільших виставок автомобілів з використанням відпрацьованої олії як біопалива в США.
Рослинні олії (соняшникову, кунжутну, ріпакову та ін.) як паливо для двигунів внутрішнього згоряння використовують в країнах Африки і південної Америки.

### Біогаз
Біогаз — це газ, який утворюється при мікробіологічному розкладанні твердих і рідких органічних відходів: на звалищах (може бути добутий за допомогою свердловини і вакуум-насосів), болотах, каналізації, вигрібних ямах тощо. Газ утворюється метановим шумуванням біомаси чи біовідходів: розкладання біомаси відбувається під впливом трьох видів бактерій. Склад біогазу: 55–75 % метану, 25–45 % СО2, незначні домішки водню (Н2) і сірководню (Н2S), азоту, ароматичних вуглеводнів, галогено-ароматичних вуглеводнів.
Цей газ з високою ефективністю може перетворюватись в інші види енергії. Стиснутий біогаз після очищення в адсорберах може бути використаний для двигунів внутрішнього згоряння. Видалення H2O і H2S можна розглядати як стандартне виробництво газу, який має таку ж якість, як стиснутий природний газ.
Стиснутий природний газ (СПГ), зріджений нафтовий газ, світильний, коксовий, каналізаційний (біогаз), деревний гази є сумішшю горючих СnНm, СО, Н2 і негорючих N2, О2, СО2, Н2О газів і можуть застосовуватись в автомобільних двигунах.

### Деревний газ

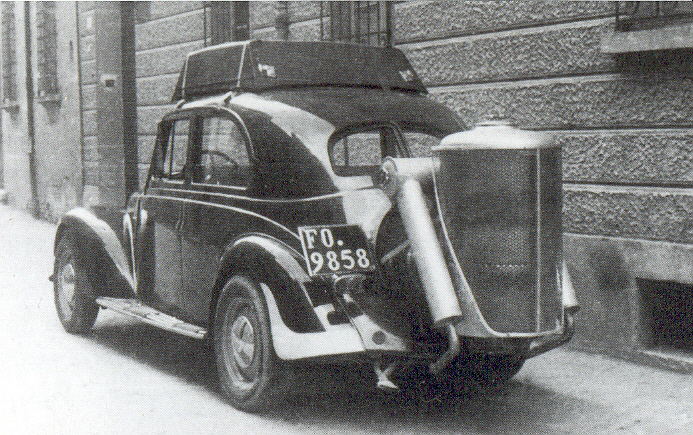
Автомобіль з газифікатором

Деревний газ може бути використаний у автомобілях зі звичайними двигунами внутрішнього згоряння, якщо додається газифікатор дерева (газогенератор). Цей тип палива був дуже популярний у Другій світовій війні в ряді європейських і азійських країн, так як війна перешкодила простому і економічно ефективному доступу до нафти. Фактично, саме установка газогенераторів на серійних вантажних машинах дозволяла вести війну гітлерівської Німеччини і сталінському СРСР. У той час як нафтове паливо використовувалося за військовим призначенням, таке сурогатне паливо дозволяло здійснювати цивільні перевезення в тилу. До кінця війни в Німеччині експлуатувалися 500 000 газогенераторних автомобілів. Автомобілі на деревному газі існували ще до Другої Світової війни.
Зважаючи на велику кількість деревини і безкоштовної рабської сили при відсутності підвезення, такі автомобілі широко застосовувалися на Колимі, під Магаданом, і в інших частинах радянського ГУЛАГу.
Витрати деревного вугілля як пального на один тонно-кілометр пробігу автомобіля становлять від 74,3 до 114 грамів. У 1928 році, у Франції, на спеціально проведеному конкурсному пробігу, 17-ти місний газогенераторний автобус «Берліє» пройшов за 28 днів на дровах дистанцію 5250 км, а середня витрата дров становила 47,8 кг на 100 км (окрім дров було витрачено 12 л бензину на запуск двигуна, а також на чистку його частин у гаражах).
В автомобілях, обладнаних газогенератором, можливе застосування інших генераторних газів.

### Вода. Емульговане паливо
Ще в 1864 році Гюгюн для покращення роботи двигуна Ленуара подавав воду в паливну суміш. Наприкінці XIX століття Н. Отто отримав перший патент на застосування води як компонента пального. В часи Другої світової війни вода широко використовувалась для короткочасного форсування двигунів на особливих режимах. Водяна інжекція застосовувалась в часи Другої світової війни на винищувачах і бомбардувальниках виробництва Німеччини, США (вприск води застосовувався на радіальному двигуні V-12 бомбардувальника В-29). Фірма Rolls Royce на основі проведених досліджень розробила авіаційний двигун з використанням впорскування води.
В 1920–1921 рр. існували англійські автобуси, які були обладнанні карбюраторами з двома поплавковими камерами: одна — для подачі бензину, друга — води.
В 1977 році компанія Renault впровадила впорскування води на гоночних автомобілях. В 1983 році ці автомобілі обладнувались баком з місткістю води 12 л, електричним насосом і регулятором тиску, що дало потужність близько 440 кВт, а в 1986 році — потужність була підвищена до 640 кВт. Цей спосіб форсування також використовувався фірмами Ferrari і Porsche, а з початку 1980-х років фірми Harley-Davidson, Suzuki, BMW, Honda, Kawasaki застосовували водну інжекцію для зменшення теплових навантажень на гоночних мотоциклах.
Станом на 2009 рік з метою зменшення споживання палива в судових двигунах компанії Wärsilä застосовується водяна інжекція.
Зважаючи на велику кількість проведених досліджень по дії води на двигун внутрішнього згорання, станом на 2009 рік не існує достовірного аналізу проведених експериментів.

#### Емульговане дизпаливо
В Німеччині, Китаї з'явились роботи, в яких до традиційного дизельного палива додають до 20 % води, близько 1 % емульгатора та проводять гідродинамічну обробку в емульгаторі-диспергаторі. Можливість використання такої суміші на транспорті та в енергетиці станом на 2008 рік була ще не вивчена.
До найбільш розповсюджених емульгаторів — поверхнево-активних речовин належать: кальцієва, магнієва, алюмінієва солі вищих жирних кислот, синтетичні полімери, ПАР на основі олеїнової кислоти і її солей, продукти синтезу окису етилену і сульфування жирних спиртів. Як емульгатори-стабілізатори використовувались такі синтетичні ПАВ: ефіри триетаноламіна і олеїнової кислоти, суміші поліетиленгліколевих ефірів, ангідроспиртів і ін. Для утворення водопаливних емульсій достатньо 0,5–1 % емульгатора. В ранніх роботах застосовувалися каучук, декстрин, крохмаль і ін.

### Водень
Водневий автомобіль — автомобіль, який використовує водень як основне джерело енергії для пересування. Ці автомобілі зазвичай використовують водень в одному з двох методів: згоряння або в паливних елементах перетворення (водень з гідридів металів). При горінні, водень «горить» в двигуні принципово тим же способом, як у традиційних бензинових автомобілях. З водню можна виробити майже в три рази більше енергії, ніж з аналогічної кількості бензину. Для подачі водню в двигун для згорання застосовуються такі способи: вприск у впускний трубопровід; використання модифікованого карбюратора, який застосовують в системах живлення пропан-бутановими і природними газами; індивідуальне дозування водню в область впускного клапану кожного циліндра; безпосереднє впорскування під високим тиском в камеру згорання. У паливних елементах перетворення, водень перетворюється в електрику, яка потім використовується електродвигунами. При будь-якому методі, побічним продуктом з відпрацьованого водню є вода.
Водень дуже вибухонебезпечний і за даними National Hydrogen Association, імовірність його вибуху не вище імовірності вибуху бензину.
Для синтезування водневого палива може використовуватись синьо-зелена водорость анабена (лат. Anabaena).
Для виділення водню з води може використовуватись сірководень.
Переваги водню як палива перед бензином такі:

−невичерпність — сумарна маса атомів водню становить 1 % загальної маси Землі;

−екологічність — при згоранні водень перетворюється на воду і повертається в
кругообіг Землі, немає викидів шкідливих речовин при горінні;

−вагова теплотворна здатність водню в 2,8 раза вища порівняно з бензином;

−енергія займання в 15 разів нижча, ніж у бензину, випромінювання полум'я при
згоранні в 10 разів менше.
На сьогоднішній день автомобільна пропан-бутанова газова суміш є конкурентом бензину на ринку України. Експерти стверджують, що кількість автомобілів на "блакитному" паливі в країні наближається до позначки в 30 %, а в столиці і містах-мільйонниках вже до 50 %.

### Вугілля
У 1930 китайський інженер і винахідник Tang Zhongming створив двигун внутрішнього згорання, який працює на вугіллі. Двигуни монтувались на автомобіль; автомобілі пізніше інтенсивно використовувались в армії Китаю.

#### Світильний газ
Світильний газ — суміш метану, оксиду вуглецю, водню та інших горючих газів, які отримують при сухій перегонці кам'яного вугілля. Цей газ використовувався як пальне. Цим газом можуть заправлялись автомобілі обладнані газобалонним устаткуванням, або автомобілі, до яких додається газогенератор кам'яного вугілля.
Анаголічним чином як і з деревним газом, для газифікації в траспортних газогенераторах придатне буре вугілля в натуральному вигляді. В СРСР проводився пробний пробіг автомобілів на такому паливі по маршруту Караганда–Алма-Ата і назад загальною протяжністю 2500 км. Автомобілі на бурому вугіллі працювали безвідмовно.

### Стиснутий природний газ

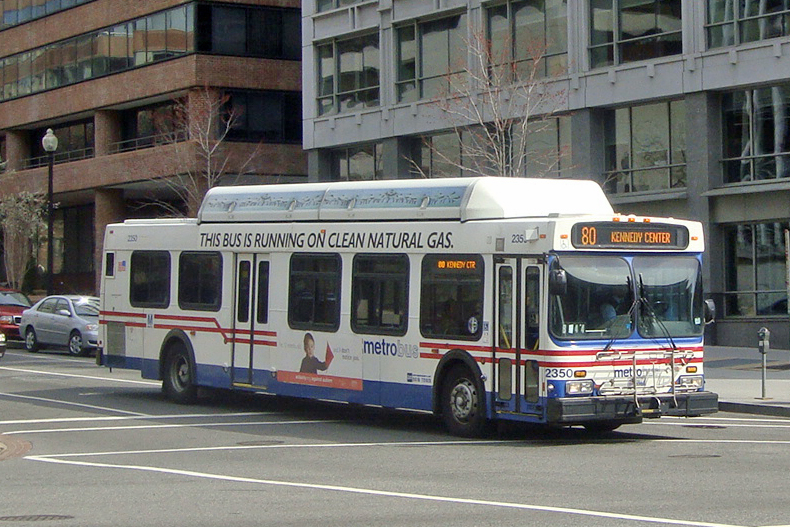
Автобуси, що працюють на СПГ широко поширені в Сполучених Штатах.

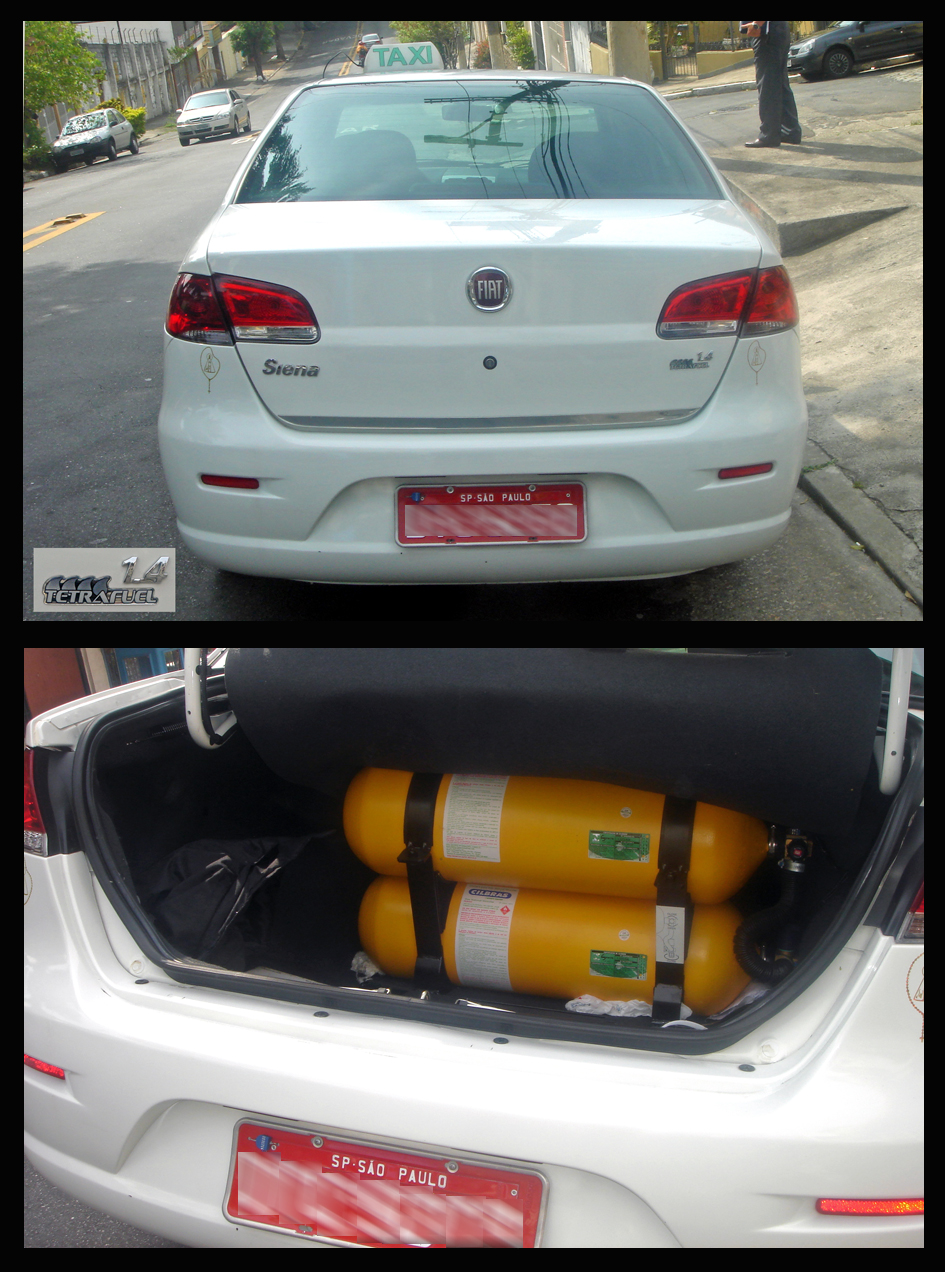
Бразильський Fiat Siena Tetrafuel 1.4, перший багатопаливний автомобіль, який працює як flexible на чистому бензині або E25 або E100, або працює на двох видах палива в суміші з природним газом (СПГ).

Стиснутий під високим тиском природний газ (СПГ) — в основному складається з метану, як паливо використовується у стиснутому до 200 атмосфер стані в звичайному двигуні внутрішнього згоряння замість бензину. Спалювання метану виробляє найменшу кількість CO2 з усіх викопних видів палива. Бензинові автомобілі можуть бути модернізовані для використання СПГ і стати двопаливними при збереженні бензобаку. Водій може перемикатися між СПГ і бензином під час роботи. СПГ користуються популярністю в регіонах чи країнах, де природний газ є в достатку. Широке застосування почалося в долині річки По в Італії, а пізніше стало дуже популярним в Новій Зеландії у вісімдесяті роки, хоча його використання скоротилося.
Станом на грудень 2010 року, автомобілів на СПГ було 12,7 млн одиниць, з яких в Пакистані — 2,74 млн, Ірані — 1,95 млн, Аргентині — 1,9 млн, Бразилії — 1,7 млн і Індії — 1,1 млн; з Азійсько-Тихоокеанською часткою на світовому ринку в 54 %. В Європі вони дуже популярні в Італії (730 000), Україні (200 000), Вірменії (101 352), Росії (100 000) і Німеччині (91 500) У Сполучених Штатах автобуси на СПГ є улюбленим вибором з агентств громадського транспорту, і за оцінками, такий автобусний парк з СПГ становить 130 000 одиниць. В інших країнах, де автобуси на СПГ користуються популярністю, включають Індію, Австралію, Аргентину, Німеччину.
Автомобілів на СПГ поширені в Південній Америці, де в основному використовуються як таксі в найбільших містах Аргентини і Бразилії. Як правило, стандартні бензинові транспортні засоби модернізовані в спеціалізованих магазинах, які пов'язані з установкою газового балона в багажнику і системи СПГ-подачі та електроніки. Майже 90 % автомобілів в Латинській Америці обладнані двигунами на двох видах палива, що дозволяє цим транспортним засобам працювати як на бензині так і на СПГ.
У 2006 році бразильським дочірнім відділенням FIAT було представлено чотири-паливний автомобіль Fiat Siena Tetrafuel, розроблений в рамках співпраці Magneti Marelli з Fiat Бразилії. Цей автомобіль може працювати на 100 % етанолі (E100), E25, чистому бензині (не доступний в Бразилії), і природному газі, а перемикання з бензину на етанол в суміші СПГ відбувається автоматично, в залежності від споживаної потужності, дорожніх умов. Деякі таксі в Сан-Паулу і Ріо-де-Жанейро (Бразилія) працюють на варіанті, що дозволяє користувачеві вибрати один з трьох видів палива (E25, E100 і СПГ) в залежності від поточних ринкових цін на бензин. Транспортні засоби з цієї адаптації відомі в Бразилії, як «три-паливні» («tri-fuel») автомобілі.

### Зріджений нафтовий газ
Зріджений нафтовий газ (ЗНГ) є зріджена газова суміш низького тиску, що складається в основному з пропану і бутану. Особливістю цих газів (пропану і бутану) є те, що вони зріджуються вже при тиску в 10–12 атм. Суміш 2,5 рази важча за повітря, а при незначному збільшенні тиску — переходить в рідкий стан. Використовується у звичайних бензинових двигунах внутрішнього згоряння. Емісія CO2 є нижчою, ніж у бензину. На бензиновий автомобіль може бути встановлена установка на ЗНГ, і автомобіль може стати двопаливним при збереженні бензобаку. Можливе перемикання між ЗНГ і бензином під час роботи.
Пропан і бутан, які містяться у нафтових і природних газах, можуть отримуватись також і в процесі гідрування вугілля.
Досліди в 1936 році засвідчували, що важка вантажівка, яка споживала на 100 км 52 кг суміші бензину-бензолу-спирту, в аналогічних умовах роботи витрачала 40 кг рідкого бутану, що відповідало 1 кг бутану замість 1,3 кг бензину. Станом на 1936 рік в Німеччині працювало близько 500 вантажівок на бутані і пропані.
В Німеччині вперше автозаправочний пункт газоподібними паливами був збудований весною 1935 року в м.Ганновері. Місткість газового балону для вантажівки при тиску 200 атм. становила 40 м³.
17 473 000 транспортних засобів на ЗНГ працювало у всьому світі станом на грудень 2010 року, а провідними країнами є Туреччина (2 394 000 автомобілів), Польща (2 325 000), Південна Корея (2,3 млн). У США — 190 000 дорожніх транспортних засобів використовують пропан, і 450 000 навантажувачів.
Hyundai Motor Company почала продажі Elantra LPI Hybrid на південнокорейському внутрішньому ринку в липні 2009 року. Elantra LPI є першим у світі гібридним електричним автомобілем, що оснащений двигуном внутрішнього згоряння, призначеним для роботи на зрідженому нафтовому газі (LPG) як паливі.

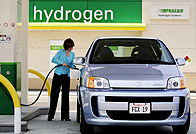
Заправка транспортного засобу воднем

### Рідкий азот
Вчені багатьох країн працюють над проблемою розробки нових джерел енергії для транспортних засобів, в тому числі це рідкий азот.

Рідкий азот (LN2) являє собою спосіб зберігання енергії. Двигун працює так: рідкий азот нагрівається в теплообміннику шляхом вилучення тепла з повітря навколишнього середовища, внаслідок цього отримується стиснений газ, який і використовується для роботи поршневих або роторних двигунів. Транспортні засоби, що приводяться в рух за допомогою рідкого азоту, не використовується в комерційних цілях.
Рідкий азот також може використовуватись в гібридних системах щоб перезарядити батареї, наприклад, в акумуляторних електроавтомобілях з електричним двигуном і паливними баками. Така система називається «гібридною рідкий азот-електричною» (англ. hybrid liquid nitrogen-electric propulsion). Крім того, в поєднанні з цією системою, може використовуватись система рекуперативного гальмування.

### Аміак
Аміак «GreenNH3» в даний час з успіхом використовується розробниками в Канаді, і може використовуватись в двигунах з іскровим запалюванням та дизельних двигунах з незначними змінами. Вважається, що немає небезпечнішого палива, ніж бензин або зріджений нафтовий газ. При згорянні паливо не має викидів, крім азоту і водяної пари. Перспективність аміаку як автомобільного палива обумовлюється його доступністю, відносно низькою ціною і практично необмеженою сировинною базою. Станом на 1979 рік, найбільш детальні дослідження можливості роботи двигуна внутрішнього згорання на аміаку виконані в Лабораторії палив і мастил військового відомства США.
В двигунах з примусовим запалюванням згоряння аміаку забезпечується лише при наявності високотемпературної свічки з широким іскровим проміжком і достатньо потужною котушкою запалювання. А в двигунах із загорянням від стиску це може бути досягнуто за допомогою підвищення ступені стиску до 35 при одночасному підвищенні температури у впускному колекторі і системі охолодження до 150 °C. Як інші методи інтенсифікації загоряння можуть використовуватись вприск запального палива (наприклад, дизпалива з високим цетановим числом), добавка активуючих присадок (амілнітрат, диметилгідразин) чи активних газів (водень, ацетилен), а також модернізація камери згорання.

### Метилацетилен-аленова фракція
Метилацетилен-аленова фракція (МАФ) — застосовується як аналог ацетилену у всіх процесах газополуменевої обробки металів (Німеччина, Канада і США застосовують тільки цей газ для зварювальних робіт) і є у два рази дешевшим за ацетилен; зберігається і транспортується у стандартних балонах для пропану; може стати реальним замінником традиційного пального у майбутньому. На відміну від пропан-бутанової суміші і природного газу, МАФ має велику теплову потужність полум'я.

### Синтетичне паливо
Синтетичне паливо отримують шляхом хімічного синтезу. Паливо може бути альтернативою бензину або дизельного палива. Під цю класифікацію підпадають також синтетичні спирти.
Станом на 1935 рік в Німеччині виробництвом синтетичного бензину займались декілька крупних концернів, головнішим з яких був «І.Г. Фарбен-Індустрі». Завод цього концерну в Лейні виготовляв бензин високої якості із лігніту шляхом гідрогенізації. Загальна продуктивність заводів становила 300 тисяч тонн у рік. Станом на цей рік виробництвом рідкого палива із лігніту в Німеччині було зайнято 7 заводів, і будувались ще три нові — біля Лейпцига, Галля і Біттерфільда.
Відомо, що станом на 1935 рік, професором Фішером був запропонований спосіб одержання рідкого палива не безпосередньо з кам'яного вугілля, а з вугільної кислоти і водяного газу з додаванням як каталізаторів інших газів. Цим способом Фішеру вдалось отримати майже всю серію продуктів, які виготовляються з натуральної нафти, починаючи від бензину, закінчуючи парафіном. Така пробна промислова установка на заводі Фурземі А. Г. продуктивністю 1000 тонн дала хороші результати.
Встановлено повну можливість переробки так званої «торф'яної смоли» або «генераторної смоли», яка є побічним продуктом при газифікації торфу, для отримання з неї високоякісного моторного палива.
Синтетичне паливо, що отримується з кам'яного вугілля, в промислових масштабах виготовляла гітлерівська Німеччина. Однак через високу вартість синтезу і знижених моторних якостей палива, в мирний час ця технологія не отримала застосування.

### Паровий двигун

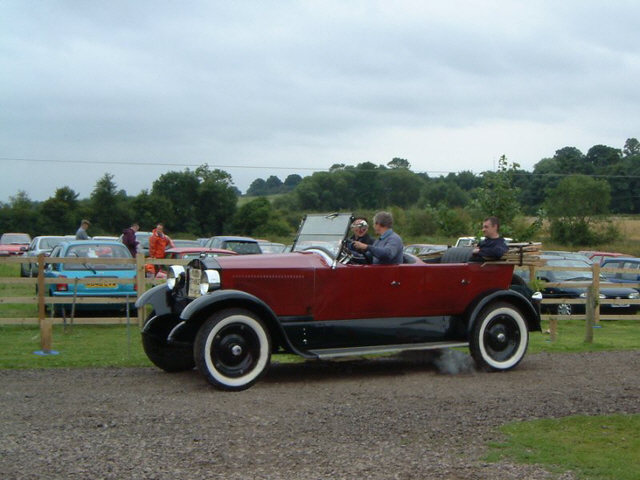
Автомобіль Stanley Steam

Паровий автомобіль — автомобіль, який має парову машину, в якій як паливо можуть бути використані: дерево, вугілля, етанол тощо. Паливо спалюється в котлі, і тепло перетворює воду в пару. Коли вода перетворюється в пару, вона розширюється. Розширення створює тиск. Тиск штовхає поршні. За допомогою карданного вала крутятся колеса вперед. Він працює аналогічно як і вугільні паровоз чи пароплав. Паровий автомобіль був наступним логічним кроком в незалежності транспорту.
Паровий автомобіль потребує багато часу перед стартом, але деякі з них можуть досягати швидкості понад 161 км/год..
Паровий двигун — двигун зовнішнього згорання. На відміну від бензинових двигунів внутрішнього згорання, що працюють більш ефективно (приблизно в 25–28 % ефективності), у теорії, комбінований цикл парового двигуна, в якому горіння матеріалу вперше використовується для управління газовою турбіною може дати від 50 % до 60 % ефективності. Тим не менш, практичні приклади машини на паровому двигуні працюють лише близько в 5–8 % ефективності.
Найбільшого поширення парові автомобілі отримали в Англії, де їх нараховувалось близько 10 000 одиниць. Велику увагу привертали типи важких автомобілів виробництва фірми «Sentinei Waggon C&»: вантажопідйомність цих авто становила 6,8–8 т., а з причепом — 14 тонн; двигун важив 450 кг, а витрата палива становила 130 г на 1 тонно-кілометр пробігу; максимальна швидкість — 50 км/год.
Найвідоміший і самий продаваний паровий автомобіль був Stanley Steam.

## Ядерний реактор
Компанією Форд в 1958 році був розроблений концепт-кар Ford Nucleon, який мав приводитись в дію за рахунок енергії невеликого ядерного реактора.

## Змішані багатопаливні типи
У 1934 році інженером Багнулло в Парижі в автомобільному салоні була представлена винайдена ним багатопаливна головка для бензинового чотирьохциліндрового (діаметр 100 мм і хід 130 мм, літраж 4,084 л, ступінь стискування 5,86) двигуна Латиль. При лабораторних випробовуваннях на стенді двигун почергово працював на різних типах палива і сумішах без потреби зміни регулювань самого двигуна: на бензині, гасі, газойлі, важкому нафтовому паливі (з питомою вагою 0,900), спирті і спирто-бензинових сумішах, оливковій олії, олії земляних горіхів і різних соєвих сумішах, допускаючи при цьому широку зміну навантаження і числа обертів. Двигун мав плавний пуск, легкий моментальний перехід з одного типу палива на інше, не мав ніякої складної паливної апаратури, був простий в експлуатаційному обслуговуванні, а найбільшу потужність видавав на газойлі і важкому нафтовому паливі — 50 к.с. при 1850 об/хв, бензині — 48 к.с. при 2000 об/хв, найменшу потужність розвивав на чистому спирті — 42,3 к.с. Дві вантажівки з двигунами типу Багнулло здійснили пробіг по Африці і серйозність винаходу була підтверджена.
У 1936 році Мерседес-Бенц на Берлінській виставці представляв двигун, який працював на бензині, газойлі, бензолі, газі бурого вугілля, метані, світильному газі, коксовому газі і ін.

### Транспортні засоби з гнучким вибором палива

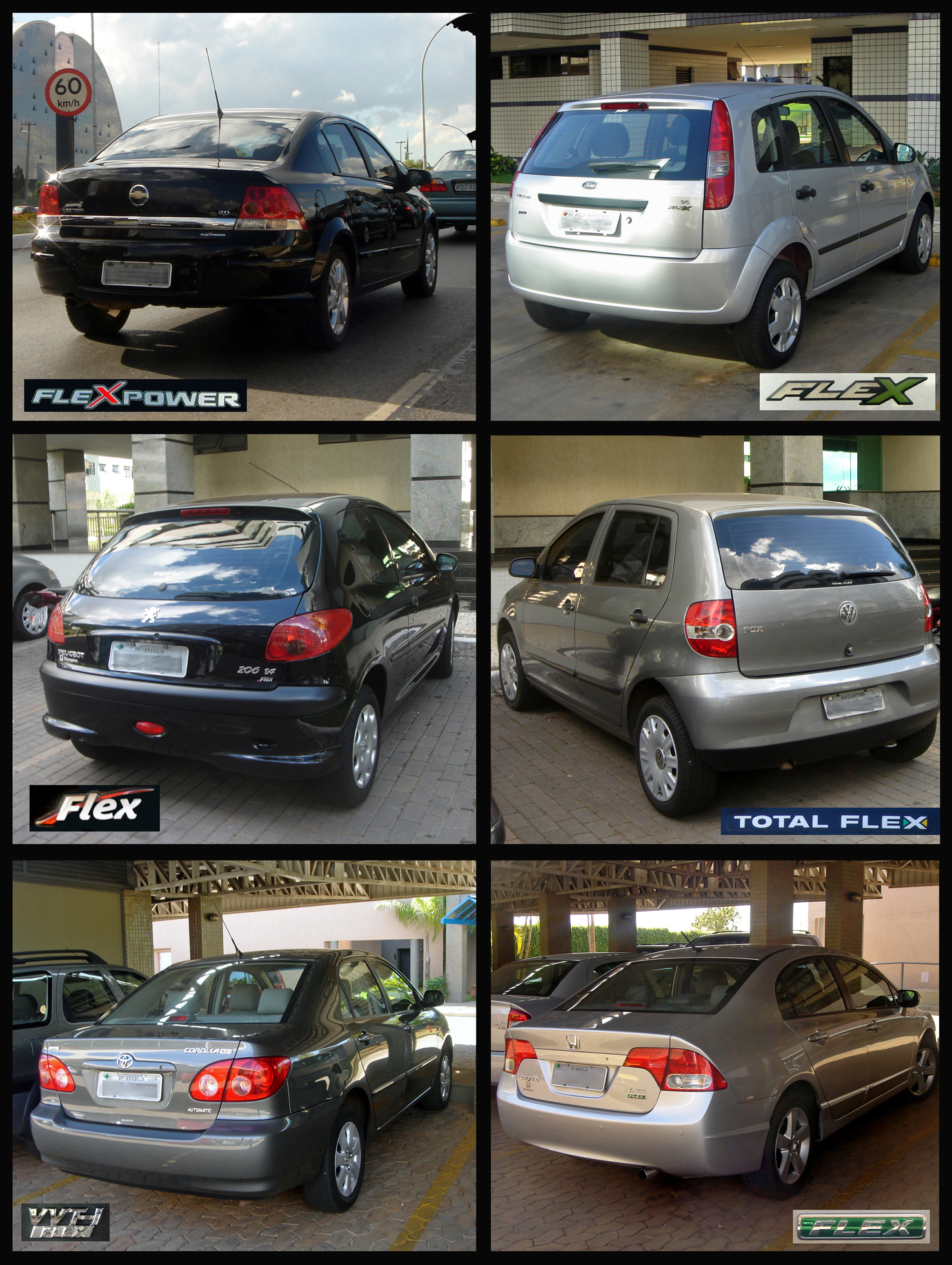
Шість типових бразильських моделей від декількох автовиробників автомобілів на альтернативному паливі, які працюють на будь-якому суміш етанолу і бензину

Транспортний засіб з гнучким вибором палива обладнано багатопаливним двигуном, який може використовувати більше одного виду палива, які, як правило, змішані в одному баку, і суміш спалюється в камері згоряння разом. Ці транспортні засоби отримали назву FFV (Flexible-fuel vehicle). FFV відрізняються від транспортних засобів на двох видах палива (Bi-fuel vehicle), де два види палива зберігаються в окремих резервуарах. Найпоширенішими в продажу FFV на світовому ринку є етанол-FFV, основні ринки траспортних засобів зосереджено в США, Бразилії, Швеції і деяких інших європейських країнах. На додаток до альтернативних видів палива для транспортних засобів, що працюють з етанолом, в США і Європі було проведено успішні тестові програми з метанольним паливом (M85 FFVs).
Етанол-FFV мають стандартні бензинові двигуни, здатні працювати з етанолом і бензином змішаних в одному паливному баку. Ці суміші маркуються «E» номерами, які описують відсоток етанолу в суміші. Наприклад, E85 становить 85 % етанолу та 15 % бензину. Суміш E75 містить 75 % етанолу. (Див. Загальні етанол-паливні суміші). Хоча існує технологія з застосуванням етанолу на суміші до E100, в США і Європі транспортні засоби на альтернативному паливі оптимізовані для роботи на Е85. Це обмеження встановлено, щоб уникнути проблеми холодного пуску при дуже холодній погоді. Вміст алкоголю може бути зменшений протягом зими, на E70 в США або E75 в Швеції. Бразилія має тепліший клімат і розвинуту технологію, — транспортні засоби можуть працювати на будь-якій суміші до E100, хоча E20–E25 є обов'язковий мінімум в суміші, і чистий бензин не продається в країні.

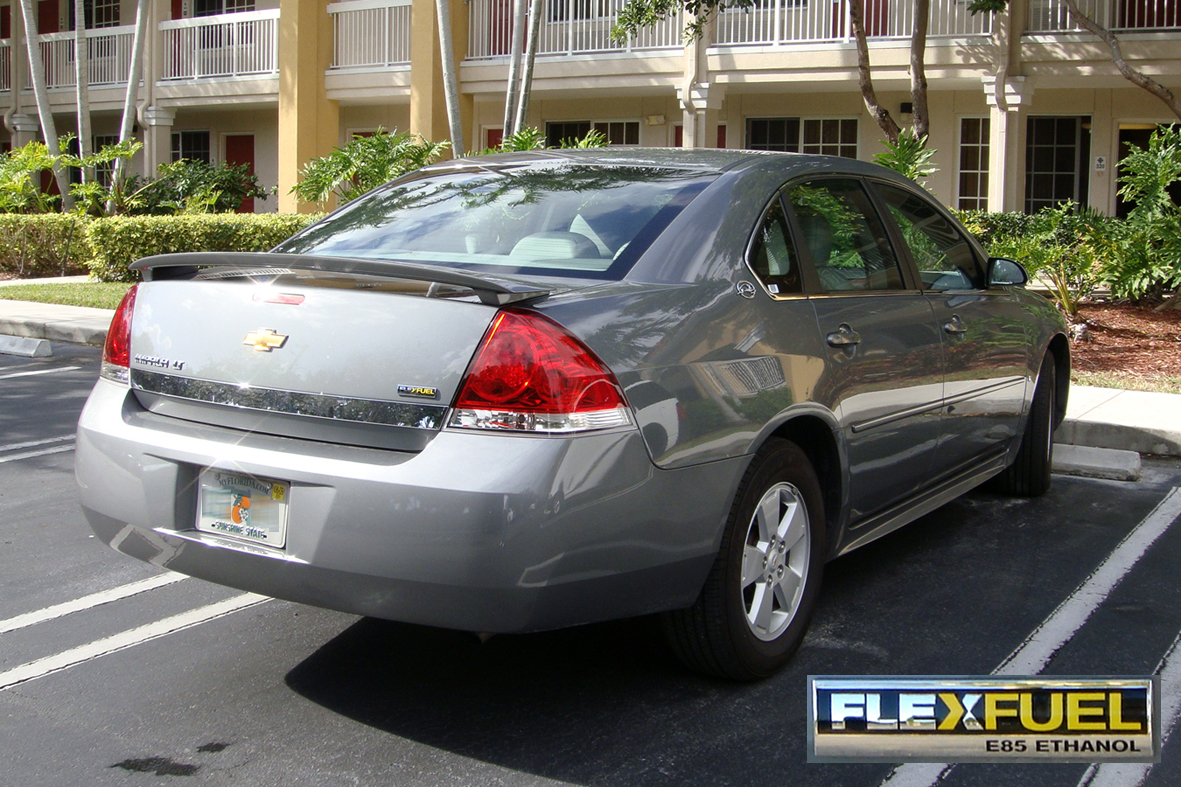
Chevrolet Impala LT 2009 (США) E85 FlexFuel.

До грудня 2010 року сукупний світовий обсяг продажів транспортних засобів з гнучким вибором палива склав близько 22,6 млн одиниць, — з лідером Бразилією 12 млн легкових автомобілів і легких вантажних автомобілів і 515 726 Flexible-fuel мотоциклів, далі ідуть США 9,3 млн., Канада (0,6 млн.), і Європа, під керівництвом Швеції (216 975).
Сучасна бразильська технологія дозволяє запустити будь-яку суміш між E20–E25, газохолом і E100 паливним етанолом, використовуючи лямбда-зонд для вимірювання якості згоряння, який інформує блок керування двигуном, про точний склад бензину та алкоголю суміші. Ця технологія, розроблена бразильською дочірньою компанією Bosch в 1994 році, в подальшому вдосконалена і комерційно реалізована в 2003 році італійської дочірньої Magneti Marelli. Бразильська дочірня Delphi Automotive Systems розробила подібну технологію, відому як «Software Fuel Sensor», на основі досліджень, проведених на своєму заводі в Пірасікаба, Сан-Паулу. Ця технологія дозволяє контролеру регулювати кількість уприскуваного палива та час іскри, так як витрата палива повинна бути знижена, щоб уникнути детонації у зв'язку з високим ступенем стиснення (близько 12:1) у використовуваних на альтернативному паливі двигунах.

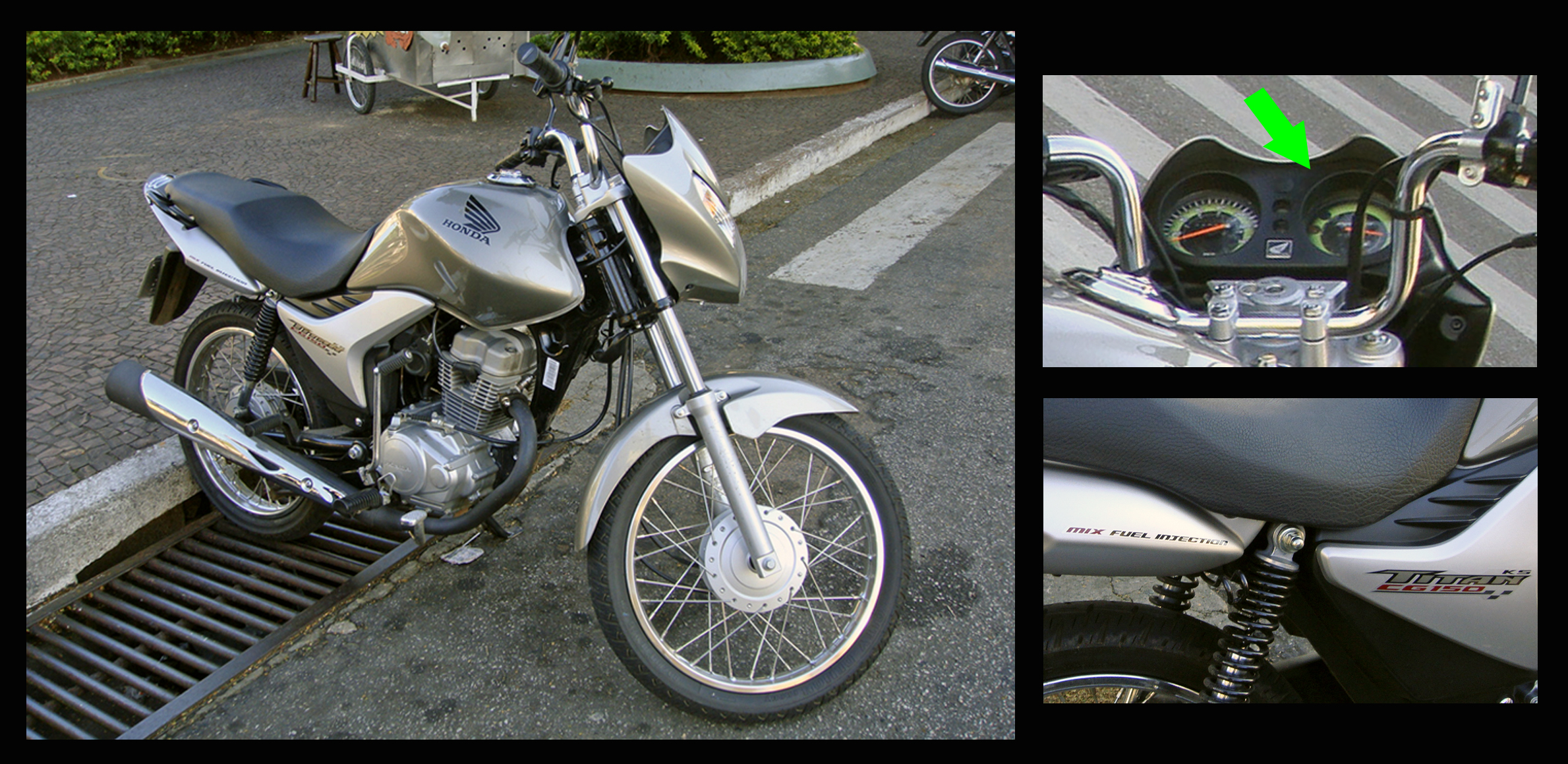
Honda CG 150 Titan Mix був першим у світі мотоциклом на альтернативному паливі, що був виведений на ринок.

Перший мотоцикл Flexible був виготовлений Honda в березні 2009. Виготовлений бразильським філіалом Moto Honda da Amazônia мотоцикл CG 150 Titan Mix продається за ціною близько US$ 2700. Мотоцикл не має вторинного баку для запуску холодного двигуна. В баку повинно міститись як мінімум 20 % бензину, щоб уникнути проблем при запуску при температурі нижче 15 °C (59 °F). Панель мотоцикла інформує водія про стан фактичної етанол-бензинової суміші в резервуарі.

### Гібридні автомобілі
Гібридний автомобіль використовує кілька силових установок для забезпечення його рушійною силою. Найпоширеніший тип гібридного автомобіля бензин-електричні гібридні автомобілі, що використовують паливо (бензин) і енергію електричних батарей для живлення двигунів внутрішнього згоряння (ДВЗ) і електричних двигунів. Ці двигуни, як правило, відносно невеликі.

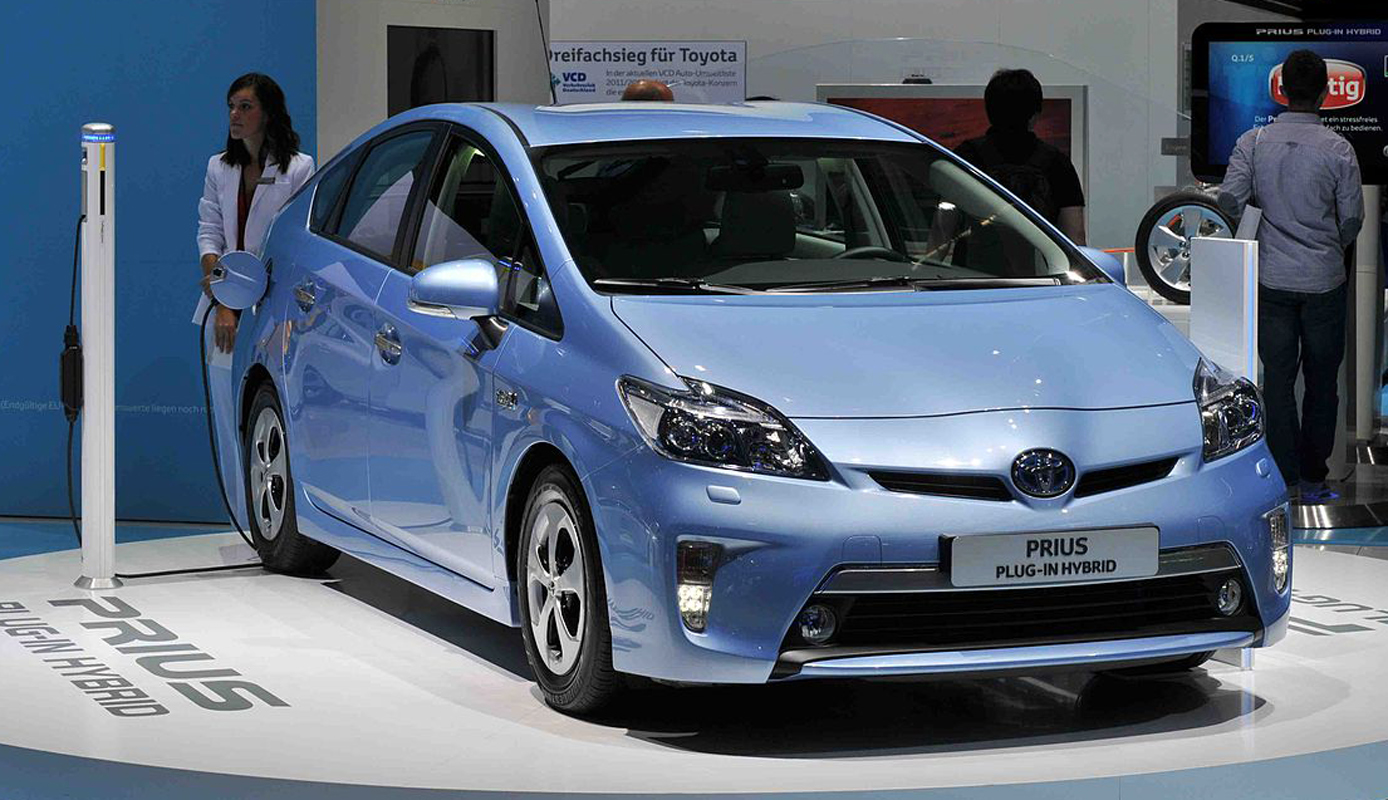
The Toyota Prius Plug-in Hybrid

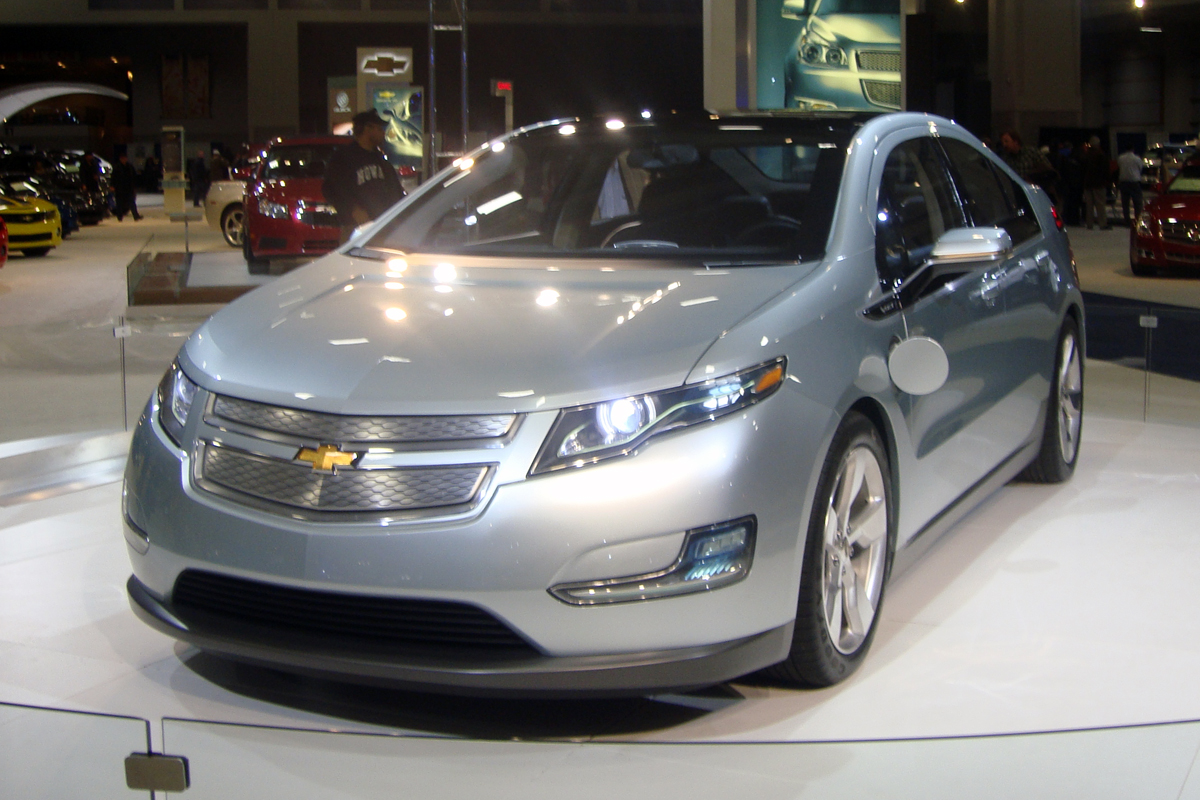
Chevrolet Volt plug-in hybrid

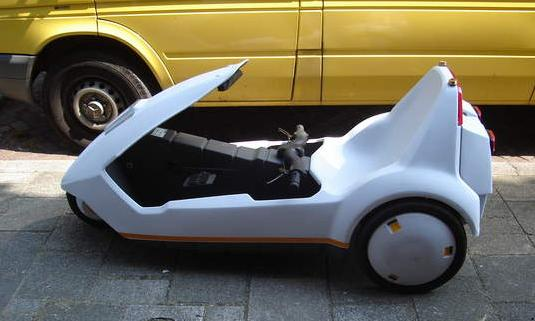
The Sinclair C5

Toyota Prius вперше вийшов у продаж в Японії в 1997 році і продається по всьому світу з 2000 року. До 2010 року Prius продається в понад 70 країнах і регіонах, з Японією і США як найбільшим ринком. У травні 2008 року глобальні сукупні продажі Prius досягли 1 млн одиниць, а до вересня 2010 року у всьому світі сукупні продажі Prius досягли в 2 млн одиниць. Сполучені Штати є найбільшим гібридним ринком у світі, з більш ніж 2 млн гібридних автомобілів і позашляховиків, що були продані по травень 2011 року. Prius є головним гібридним автомобілем в США з 1 млн продажів у квітні 2011 року.
Honda Insight являє собою двомісний хетчбек гібридний автомобіль фірми Honda. Це був перший масово виготовлюваний гібридний автомобіль, що продавався в США, введений в 1999 році і випускався до 2006 року. Honda представила друге покоління Insight в Японії в лютому 2009 року, і новий Insight надійшов у продаж в США 22 квітня 2009 року. З 2002 року Honda також пропонує Honda Civic Hybrid.
Популярні бензин-електричні гібридні моделі, які доступні на ринку до 2009 року: Ford Escape Hybrid, Chevrolet Silverado Hybrid, Lexus RX 400h, Toyota Highlander Hybrid, Mercury Mariner Hybrid, Toyota Camry Hybrid, Saturn Vue Green Line, Lexus LS600hL, Mazda Tribute Hybrid, Nissan Altima Hybrid, Ford Fusion Hybrid (Mercury Milan Hybrid), і Mercedes S400 BlueHybrid (Mercedes-Benz S-Class).
В даний час гібридні електричні транспортні засоби розробляють кілька великих автовиробників. Китайський виробник акумуляторів і автовиробник BYD Auto випустив 15 грудня 2008 року на китайський ринок хетчбек F3DM PHEV-68 (PHEV109km). З листопада 2011 року Chevrolet Volt є першим серійним PHEV, що запущений в Сполучених Штатах. Інші моделі, що проходять польові випробування в грудні 2010 включають:Toyota Prius Plug-in Hybrid, Ford Escape Hybrid (Ford Escape Plug-in Hybrid), Volvo V70 Plug-in Hybrid, і Suzuki Swift Plug-in.
Elantra LPI Hybrid, запущений на південнокорейському внутрішньому ринку в липні 2009 року, являє собою гібридний автомобіль, що працює від двигуна внутрішнього згоряння, призначений для роботи на зрідженому нафтовому газі (LPG) як паливі. Elantra PLI є першим гібридним автомобілем, де застосовано передові літій-полімерні (Li-Poly) батареї.

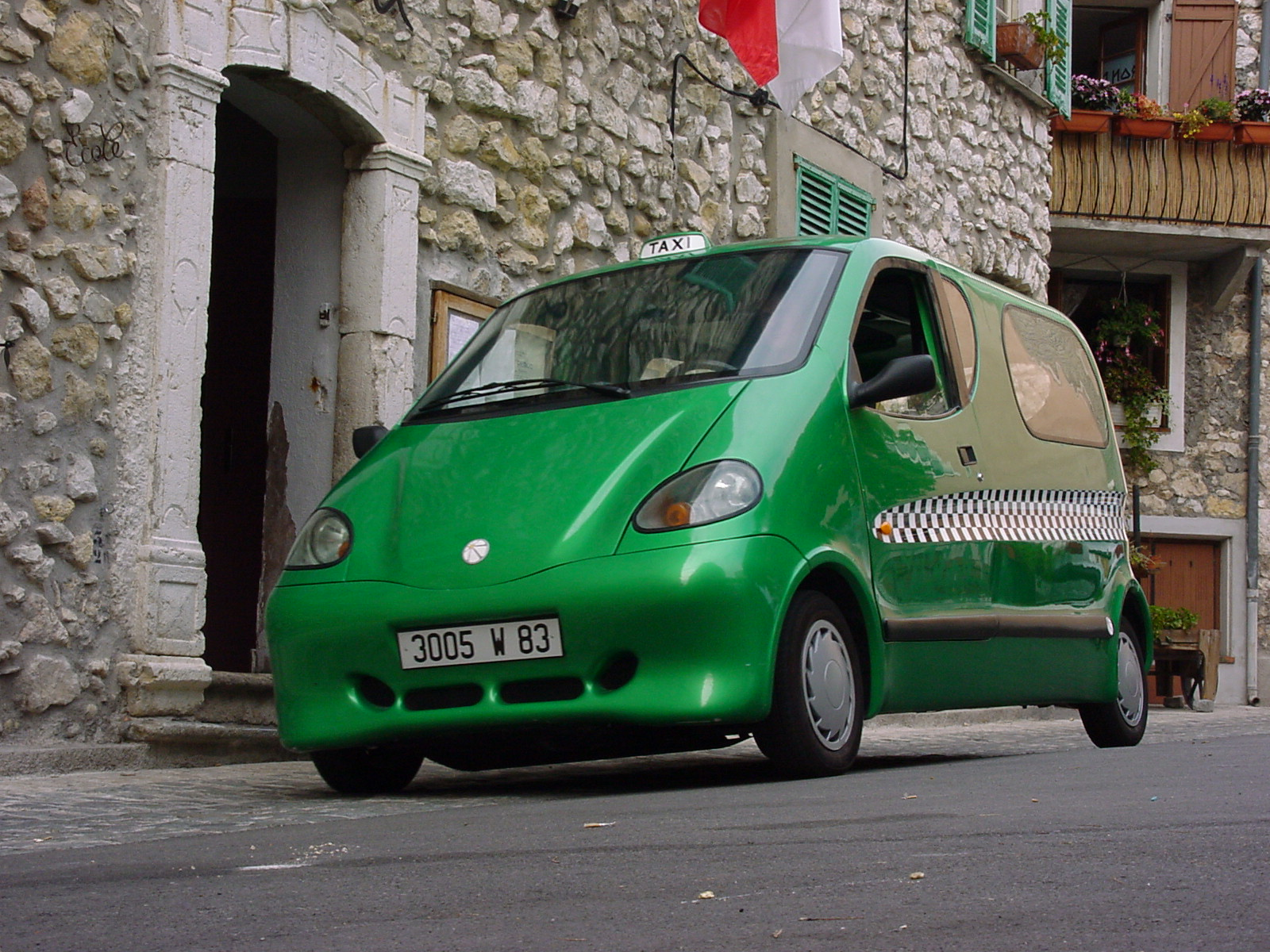
Tata OneCAT

Існують маленькі електроавтомобілі рушійною силою яких виступають електричні акумулятори і сила людських м'язів. Два такі транспортні засоби мають промислове виготовлення: Sinclair C5 і TWIKE.
Також існують альтернативні технології приводу рушієм яких, наприклад, може виступати газовий двигун розширення і ін.